# Effectif des équipes à la Coupe du monde féminine de football 2019
Cette page contient la liste de toutes les équipes et leurs joueuses participant à la phase finale de la Coupe du monde féminine de football 2019 en France. Le nombre de joueuses sélectionnées est limité à 23. Cependant, la FIFA a imposé aux sélectionneurs de dévoiler une première liste de 50 joueuses maximum avant le 26 avril. La sélection définitive des 23 joueuses qui disputent le Mondial en France est présentée à la FIFA le 27 mai.

## Effectifs

### Effectifs Groupe A

#### France
La sélection finale est annoncée le 2 mai 2019.
| Numéro / Nom       | Numéro / Nom           | Équipe                | Sél. (but)      | Date de naissance          | J.              |                 |                 |                 |                 |
| Gardiens de but    | Gardiens de but        | Gardiens de but       | Gardiens de but | Gardiens de but            | Gardiens de but | Gardiens de but | Gardiens de but | Gardiens de but | Gardiens de but |
| ------------------ | ---------------------- | --------------------- | --------------- | -------------------------- | --------------- | --------------- | --------------- | --------------- | --------------- |
| 1                  | Solène Durand          | EA Guingamp           | 0 (0)           | 20 novembre 1994 (24 ans)  | -               | -               | -               | -               | -               |
| 16                 | Sarah Bouhaddi         | Olympique lyonnais    | 139 (0)         | 17 octobre 1986 (32 ans)   | 5               | -               | -               | -               | -               |
| 21                 | Pauline Peyraud-Magnin | Arsenal               | 1 (0)           | 17 mars 1992 (27 ans)      | -               | -               | -               | -               | -               |
| Défenseurs         |                        |                       |                 |                            |                 |                 |                 |                 |                 |
| 2                  | Ève Périsset           | Paris Saint-Germain   | 13 (0)          | 24 décembre 1994 (24 ans)  | 1               | -               | -               | -               | -               |
| 3                  | Wendie Renard          | Olympique lyonnais    | 108 (20)        | 20 juillet 1990 (28 ans)   | 5               | 4               | 1               | -               | -               |
| 4                  | Marion Torrent         | Montpellier HSC       | 20 (0)          | 17 avril 1992 (27 ans)     | 4               | -               | -               | -               | -               |
| 5                  | Aïssatou Tounkara      | Atlético de Madrid    | 11 (0)          | 16 mars 1995 (24 ans)      | -               | -               | -               | -               | -               |
| 7                  | Sakina Karchaoui       | Montpellier HSC       | 23 (0)          | 26 janvier 1996 (23 ans)   | 1               | -               | -               | -               | -               |
| 10                 | Amel Majri             | Olympique lyonnais    | 46 (4)          | 25 janvier 1993 (26 ans)   | 5               | -               | -               | -               | -               |
| 19                 | Griedge Mbock          | Olympique lyonnais    | 49 (5)          | 26 février 1995 (24 ans)   | 5               | -               | 1               | -               | -               |
| 22                 | Julie Debever          | EA Guingamp           | 2 (0)           | 18 avril 1988 (31 ans)     | -               | -               | -               | -               | -               |
| Milieux de terrain |                        |                       |                 |                            |                 |                 |                 |                 |                 |
| 6                  | Amandine Henry         | Olympique lyonnais    | 83 (11)         | 28 septembre 1989 (29 ans) | 5               | 2               | -               | -               | -               |
| 8                  | Grace Geyoro           | Paris Saint-Germain   | 20 (1)          | 2 juillet 1997 (21 ans)    | 2               | -               | -               | -               | -               |
| 14                 | Charlotte Bilbault     | Paris FC              | 14 (1)          | 5 juin 1990 (29 ans)       | 2               | -               | -               | -               | -               |
| 15                 | Élise Bussaglia        | Dijon FCO             | 186 (29)        | 24 septembre 1985 (33 ans) | 4               | -               | 1               | -               | -               |
| 17                 | Gaëtane Thiney         | Paris FC              | 154 (58)        | 28 octobre 1985 (33 ans)   | 5               | -               | -               | -               | -               |
| 23                 | Maéva Clemaron         | FC Fleury 91          | 3 (1)           | 10 novembre 1992 (26 ans)  | -               | -               | -               | -               | -               |
| Attaquants         |                        |                       |                 |                            |                 |                 |                 |                 |                 |
| 9                  | Eugénie Le Sommer      | Olympique lyonnais    | 159 (74)        | 18 mai 1989 (30 ans)       | 5               | 2               | 1               | -               | -               |
| 11                 | Kadidiatou Diani       | Paris Saint-Germain   | 45 (7)          | 1er avril 1994 (25 ans)    | 5               | -               | -               | -               | -               |
| 12                 | Emelyne Laurent        | EA Guingamp           | 3 (0)           | 4 novembre 1998 (20 ans)   | -               | -               | -               | -               | -               |
| 13                 | Valérie Gauvin         | Montpellier HSC       | 17 (9)          | 1er juin 1996 (23 ans)     | 5               | 2               | 1               | -               | -               |
| 18                 | Viviane Asseyi         | Girondins de Bordeaux | 30 (5)          | 20 novembre 1993 (25 ans)  | 3               | -               | -               | -               | -               |
| 20                 | Delphine Cascarino     | Olympique lyonnais    | 11 (3)          | 5 février 1997 (22 ans)    | 5               | -               | -               | -               | -               |
| Sélectionneur      |                        |                       |                 |                            |                 |                 |                 |                 |                 |
|                    | Corinne Diacre         |                       |                 | 4 août 1974 (44 ans)       |                 |                 |                 |                 |                 |

 = capitaine --  Gardien de butDéfenseurMilieu de terrainAttaquantSélectionneur

#### Corée du Sud
La sélection finale est annoncée le 17 mai 2019.
| Numéro / Nom       | Numéro / Nom    | Équipe                           | Sél. (but)      | Date de naissance | J.              |                 |                 |                 |                 |
| Gardiens de but    | Gardiens de but | Gardiens de but                  | Gardiens de but | Gardiens de but   | Gardiens de but | Gardiens de but | Gardiens de but | Gardiens de but | Gardiens de but |
| ------------------ | --------------- | -------------------------------- | --------------- | ----------------- | --------------- | --------------- | --------------- | --------------- | --------------- |
| 1                  | Kang Ga-ae      | Gumi Sportstoto                  | 13 (0)          | 10.12.1990        | -               | -               | -               | -               | -               |
| 18                 | Kim Min-jeong   | Incheon Hyundai Steel Red Angels | 2 (0)           | 12.09.1996        | 3               | -               | -               | -               | -               |
| 21                 | Jung Bo-ram     | Hwacheon KSPO                    | 3 (0)           | 22.07.1991        | -               | -               | -               | -               | -               |
| Défenseurs         |                 |                                  |                 |                   |                 |                 |                 |                 |                 |
| 2                  | Lee Eun-mi      | Suwon UDC                        | 87 (14)         | 18.08.1988        | 1               | -               | -               | -               | -               |
| 3                  | Jeong Yeong-a   | Gyeongju KHNP                    | 12 (0)          | 09.12.1990        | 1               | -               | -               | -               | -               |
| 4                  | Hwang Bo-ram    | Hwacheon KSPO                    | 42 (0)          | 06.10.1987        | 2               | -               | 1               | -               | -               |
| 5                  | Kim Do-yeon     | Incheon Hyundai Steel Red Angels | 79 (1)          | 07.12.1988        | 3               | -               | -               | -               | -               |
| 6                  | Lim Seon-joo    | Incheon Hyundai Steel Red Angels | 76 (5)          | 27.11.1990        | -               | -               | -               | -               | -               |
| 14                 | Shin Dam-yeong  | Suwon UDC                        | 37 (1)          | 02.10.1993        | 1               | -               | -               | -               | -               |
| 16                 | Jang Sel-gi     | Incheon Hyundai Steel Red Angels | 54 (11)         | 31.05.1994        | 3               | -               | -               | -               | -               |
| 20                 | Kim Hye-ri      | Incheon Hyundai Steel Red Angels | 80 (1)          | 25.06.1990        | 2               | -               | -               | -               | -               |
| Milieux de terrain |                 |                                  |                 |                   |                 |                 |                 |                 |                 |
| 7                  | Lee Min-a       | INAC Kobe Leonessa               | 56 (14)         | 08.11.1991        | 2               | -               | -               | -               | -               |
| 8                  | Cho So-hyun     | West Ham United                  | 120 (20)        | 24.06.1988        | 3               | -               | 1               | -               | -               |
| 9                  | Moon Mi-ra      | Suwon UDC                        | 22 (11)         | 28.02.1992        | 2               | -               | -               | -               | -               |
| 12                 | Kang Yu-mi      | Hwacheon KSPO                    | 25 (8)          | 05.10.1991        | 2               | -               | -               | -               | -               |
| 15                 | Lee Young-ju    | Incheon Hyundai Steel Red Angels | 28 (2)          | 22.04.1992        | 1               | -               | -               | -               | -               |
| 19                 | Lee So-dam      | Incheon Hyundai Steel Red Angels | 49 (5)          | 12.10.1994        | 2               | -               | -               | -               | -               |
| 23                 | Kang Chae-rim   | Incheon Hyundai Steel Red Angels | 1 (0)           | 23.03.1998        | 3               | -               | -               | -               | -               |
| Attaquants         |                 |                                  |                 |                   |                 |                 |                 |                 |                 |
| 10                 | Ji So-yun       | Chelsea                          | 115 (54)        | 21.02.1991        | 3               | -               | 1               | -               | -               |
| 11                 | Jung Seol-bin   | Incheon Hyundai Steel Red Angels | 74 (21)         | 06.01.1990        | 2               | -               | -               | -               | -               |
| 13                 | Yeo Min-ji      | Gumi Sportstoto                  | 34 (12)         | 27.04.1993        | 3               | 1               | -               | -               | -               |
| 17                 | Lee Geum-min    | Gyeongju KHNP                    | 50 (16)         | 07.04.1994        | 3               | -               | -               | -               | -               |
| 22                 | Son Hwa-yeon    | Changnyeong                      | 20 (7)          | 15.03.1997        | -               | -               | -               | -               | -               |
| Sélectionneur      |                 |                                  |                 |                   |                 |                 |                 |                 |                 |
|                    | Yoon Deok-yeo   |                                  |                 | 25.03.1961        |                 |                 |                 |                 |                 |

 = capitaine --  Gardien de butDéfenseurMilieu de terrainAttaquantSélectionneur

#### Norvège
La sélection finale est annoncée le 2 mai 2019.
| Numéro / Nom       | Numéro / Nom                   | Équipe                  | Sél. (but)      | Date de naissance | J.              |                 |                 |                 |                 |
| Gardiens de but    | Gardiens de but                | Gardiens de but         | Gardiens de but | Gardiens de but   | Gardiens de but | Gardiens de but | Gardiens de but | Gardiens de but | Gardiens de but |
| ------------------ | ------------------------------ | ----------------------- | --------------- | ----------------- | --------------- | --------------- | --------------- | --------------- | --------------- |
| 1                  | Ingrid Hjelmseth               | Stabæk                  | 131 (0)         | 1980              | 4               | -               | -               | -               | -               |
| 12                 | Cecilie Hauståker Fiskerstrand | Lillestrøm              | 21 (0)          | 1996              | -               | -               | -               | -               | -               |
| 23                 | Oda Maria Hove Bogstad         | Arna Bjørnar            | 0 (0)           | 1996              | -               | -               | -               | -               | -               |
| Défenseurs         |                                |                         |                 |                   |                 |                 |                 |                 |                 |
| 2                  | Ingrid Moe Wold                | Lillestrøm              | 59 (3)          | 1990              | 4               | -               | -               | -               | -               |
| 3                  | Maria Thorisdottir             | Chelsea FC              | 32 (1)          | 1993              | 4               | -               | -               | -               | -               |
| 4                  | Stine Hovland                  | IL Sandviken            | 6 (0)           | 1991              | -               | -               | -               | -               | -               |
| 6                  | Maren Nævdal Mjelde            | Chelsea FC              | 135 (19)        | 1989              | 4               | -               | -               | -               | -               |
| 19                 | Cecilie Redisch Kvamme         | IL Sandviken            | 3 (0)           | 1995              | 1               | -               | -               | -               | -               |
| Milieux de terrain |                                |                         |                 |                   |                 |                 |                 |                 |                 |
| 5                  | Synne Hansen                   | IL Sandviken            | 14 (0)          | 1995              | 2               | -               | -               | -               | -               |
| 8                  | Vilde Bøe Risa                 | Kopparbergs/Göteborg FC | 18 (1)          | 1995              | 4               | -               | 1               | -               | -               |
| 10                 | Caroline Graham Hansen         | VfL Wolfsbourg          | 71 (25)         | 1995              | 4               | 1               | -               | -               | -               |
| 14                 | Ingrid Engen                   | Lillestrøm              | 15 (2)          | 1998              | 4               | -               | 1               | -               | -               |
| 16                 | Guro Reiten                    | Lillestrøm              | 36 (5)          | 1994              | 4               | 1               | -               | -               | -               |
| 17                 | Kristine Minde                 | VfL Wolsbourg           | 96 (9)          | 1992              | 4               | -               | 1               | -               | -               |
| 18                 | Frida Leonhardsen Maanum       | Linköpings FC           | 19 (0)          | 1999              | 3               | -               | -               | -               | -               |
| 21                 | Karina Sævik                   | Kolbotn IL              | 3 (1)           | 1996              | 3               | -               | -               | -               | -               |
| Attaquants         |                                |                         |                 |                   |                 |                 |                 |                 |                 |
| 7                  | Elise Thorsnes                 | Lillestrøm              | 115 (19)        | 1988              | 2               | -               | -               | -               | -               |
| 9                  | Isabell Herlovsen              | Kolbotn IL              | 125 (57)        | 1988              | 3               | 2               | -               | -               | -               |
| 11                 | Lisa-Marie Karlseng Utland     | FC Rosengård            | 40 (12)         | 1992              | 4               | 1               | -               | -               | -               |
| 13                 | Therese Åsland                 | Lillestrøm              | 5 (1)           | 1995              | -               | -               | -               | -               | -               |
| 15                 | Amalie Eikeland                | IL Sandviken            | 6 (0)           | 1995              | -               | -               | -               | -               | -               |
| 20                 | Emilie Haavi                   | Lillestrøm              | 81 (16)         | 1992              | 1               | -               | -               | -               | -               |
| 22                 | Emilie Nautnes                 | Arna Bjørnar            | 5 (0)           | 1999              | -               | -               | -               | -               | -               |
| Sélectionneur      |                                |                         |                 |                   |                 |                 |                 |                 |                 |
|                    | Martin Sjögren                 |                         |                 | 1977              |                 |                 |                 |                 |                 |

 = capitaine --  Gardien de butDéfenseurMilieu de terrainAttaquantSélectionneur

#### Nigeria
La sélection finale est annoncée le 25 mai 2019.
| Numéro / Nom       | Numéro / Nom          | Équipe            | Sél. (but)      | Date de naissance | J.              |                 |                 |                 |                 |
| Gardiens de but    | Gardiens de but       | Gardiens de but   | Gardiens de but | Gardiens de but   | Gardiens de but | Gardiens de but | Gardiens de but | Gardiens de but | Gardiens de but |
| ------------------ | --------------------- | ----------------- | --------------- | ----------------- | --------------- | --------------- | --------------- | --------------- | --------------- |
| 1                  | Tochukwu Oluehi       | Rivers Angels     | 9 (0)           | 02.05.1987        | 1               | -               | -               | -               | -               |
| 16                 | Chiamaka Nnadozie     | Rivers Angels     | 4 (0)           | 08.12.2000        | 1               | -               | -               | -               | -               |
| 21                 | Alaba Jonathan        | Bayelsa Queens    | 0 (0)           | 01.06.1992        | -               | -               | -               | -               | -               |
| Défenseurs         |                       |                   |                 |                   |                 |                 |                 |                 |                 |
| 3                  | Osinachi Ohale        | Växjö             | 26 (1)          | 21.12.1991        | 2               | -               | -               | -               | -               |
| 4                  | Ngozi Ebere           | Arna-Bjørnar      | 20 (1)          | 05.08.1991        | 3               | -               | 1               | 1               | -               |
| 5                  | Onome Ebi             | Henan Huishang    | 81 (0)          | 08.05.1983        | 2               | -               | -               | -               | -               |
| 14                 | Faith Michael         | Piteå             | 53 (0)          | 28.02.1987        | 1               | -               | -               | -               | -               |
| 20                 | Chidinma Okeke        | FC Robo Queens    | 0 (0)           | 11.08.2000        | 2               | -               | -               | -               | -               |
| Milieux de terrain |                       |                   |                 |                   |                 |                 |                 |                 |                 |
| 2                  | Amarachi Okoronkwo    | Nasarawa Amazons  | 8 (1)           | 12.12.1992        | -               | -               | -               | -               | -               |
| 6                  | Evelyn Nwabuoku       | Rivers Angels     | 42 (3)          | 14.11.1985        | -               | -               | -               | -               | -               |
| 10                 | Rita Chikwelu         | Kristianstads     | 33 (15)         | 06.03.1988        | 2               | -               | 1               | -               | -               |
| 13                 | Ngozi Okobi-Okeoghene | Eskilstuna United | 27 (4)          | 14.12.1993        | 2               | -               | -               | -               | -               |
| 18                 | Halimatu Ayinde       | Eskilstuna United | 12 (0)          | 16.05.1995        | 2               | -               | -               | -               | -               |
| 23                 | Ogonna Chukwudi       | Djurgården        | 20 (3)          | 14.09.1988        | -               | -               | -               | -               | -               |
| Attaquants         |                       |                   |                 |                   |                 |                 |                 |                 |                 |
| 7                  | Anam Imo              | FC Rosengård      | 11 (2)          | 30.11.2000        | 1               | -               | -               | -               | -               |
| 8                  | Asisat Oshoala        | FC Barcelone      | 17 (11)         | 09.10.1994        | 2               | 1               | -               | -               | -               |
| 9                  | Desire Oparanozie     | EA Guingamp       | 35 (22)         | 17.12.1993        | 2               | -               | 1               | -               | -               |
| 11                 | Chinaza Uchendu       | SC Braga          | 7 (0)           | 03.12.1997        | 1               | -               | -               | -               | -               |
| 12                 | Uchenna Kanu          | Southeastern Fire | 1 (0)           | 27.06.1997        | 2               | -               | -               | -               | -               |
| 15                 | Rasheedat Ajibade     | Avaldsnes         | 7 (0)           | 08.12.1999        | -               | -               | -               | -               | -               |
| 17                 | Francisca Ordega      | Shanghai          | 26 (7)          | 19.10.1993        | 2               | -               | 1               | -               | -               |
| 19                 | Chinwendu Ihezuo      | Henan Huishang    | 7 (1)           | 30.04.1997        | -               | -               | -               | -               | -               |
| 22                 | Alice Ogebe           | Rivers Angels     | 7 (0)           | 30.03.1995        | -               | -               | -               | -               | -               |
| Sélectionneur      |                       |                   |                 |                   |                 |                 |                 |                 |                 |
|                    | Thomas Dennerby       |                   |                 | 13.08.1959        |                 |                 |                 |                 |                 |

 = capitaine --  Gardien de butDéfenseurMilieu de terrainAttaquantSélectionneur

### Effectifs Groupe B

#### Allemagne
La sélection finale est annoncée le 14 mai 2019.
| Numéro / Nom       | Numéro / Nom             | Équipe                 | Sél. (but)      | Date de naissance | J.              |                 |                 |                 |                 |
| Gardiens de but    | Gardiens de but          | Gardiens de but        | Gardiens de but | Gardiens de but   | Gardiens de but | Gardiens de but | Gardiens de but | Gardiens de but | Gardiens de but |
| ------------------ | ------------------------ | ---------------------- | --------------- | ----------------- | --------------- | --------------- | --------------- | --------------- | --------------- |
| 1                  | Almuth Schult            | VfL Wolfsbourg         | 58 (0)          | 1991              | 3               | -               | -               | -               | -               |
| 12                 | Laura Benkarth           | Bayern Munich          | 8 (0)           | 1992              | -               | -               | -               | -               | -               |
| 21                 | Merle Frohms             | SC Fribourg            | 4 (0)           | 1995              | -               | -               | -               | -               | -               |
| Défenseurs         |                          |                        |                 |                   |                 |                 |                 |                 |                 |
| 2                  | Carolin Simon            | Olympique lyonnais     | 15 (2)          | 1992              | 2               | -               | -               | -               | -               |
| 3                  | Kathrin Hendrich         | Bayern Munich          | 29 (4)          | 1992              | 2               | -               | -               | -               | -               |
| 4                  | Leonie Maier             | Bayern Munich          | 68 (10)         | 1992              | -               | -               | -               | -               | -               |
| 5                  | Marina Hegering          | SGS Essen              | 2 (0)           | 1990              | 3               | -               | -               | -               | -               |
| 14                 | Johanna Elsig            | 1. FFC Turbine Potsdam | 12 (0)          | 1992              | -               | -               | -               | -               | -               |
| 15                 | Giulia Gwinn             | SC Fribourg            | 7 (1)           | 1999              | 3               | 1               | -               | -               | -               |
| 23                 | Sara Doorsoun            | VfL Wolfsbourg         | 24 (0)          | 1991              | 3               | -               | -               | -               | -               |
| Milieux de terrain |                          |                        |                 |                   |                 |                 |                 |                 |                 |
| 6                  | Lena Oberdorf            | SGS Essen              | 2 (0)           | 2001              | 2               | -               | 1               | -               | -               |
| 7                  | Lea Schüller             | SGS Essen              | 12 (8)          | 1997              | 2               | -               | -               | -               | -               |
| 8                  | Lena Goeßling            | VfL Wolfsbourg         | 104 (10)        | 1986              | 1               | -               | -               | -               | -               |
| 9                  | Svenja Huth              | 1. FFC Turbine Potsdam | 43 (7)          | 1991              | 3               | -               | -               | -               | -               |
| 10                 | Dzsenifer Marozsán       | Olympique lyonnais     | 89 (32)         | 1992              | 1               | -               | -               | -               | -               |
| 11                 | Alexandra Popp           | VfL Wolfsbourg         | 95 (35)         | 1991              | 3               | 1               | -               | -               | -               |
| 13                 | Sara Däbritz             | Paris Saint-Germain    | 59 (10)         | 1995              | 3               | 2               | -               | -               | -               |
| 16                 | Linda Dallmann           | SGS Essen              | 20 (5)          | 1994              | 1               | -               | -               | -               | -               |
| 17                 | Verena Schweers          | Bayern Munich          | 44 (3)          | 1989              | 2               | -               | 1               | -               | -               |
| Attaquants         |                          |                        |                 |                   |                 |                 |                 |                 |                 |
| 18                 | Melanie Leupolz          | Bayern Munich          | 57 (8)          | 1994              | 3               | 1               | -               | -               | -               |
| 19                 | Klara Bühl               | SC Fribourg            | 1 (0)           | 2000              | 2               | -               | -               | -               | -               |
| 20                 | Lina Magull              | Bayern Munich          | 30 (7)          | 1994              | 3               | 1               | 1               | -               | -               |
| 22                 | Turid Knaak              | SGS Essen              | 7 (1)           | 1991              | -               | -               | -               | -               | -               |
| Sélectionneur      |                          |                        |                 |                   |                 |                 |                 |                 |                 |
|                    | Martina Voss-Tecklenburg |                        |                 | 1967              |                 |                 |                 |                 |                 |

 = capitaine --  Gardien de butDéfenseurMilieu de terrainAttaquantSélectionneur

#### Chine
La sélection finale est annoncée le 27 mai 2019.
| Numéro / Nom       | Numéro / Nom    | Équipe                    | Sél. (but)      | Date de naissance | J.              |                 |                 |                 |                 |
| Gardiens de but    | Gardiens de but | Gardiens de but           | Gardiens de but | Gardiens de but   | Gardiens de but | Gardiens de but | Gardiens de but | Gardiens de but | Gardiens de but |
| ------------------ | --------------- | ------------------------- | --------------- | ----------------- | --------------- | --------------- | --------------- | --------------- | --------------- |
| 1                  | Xu Huan         | Beijing Phoenix           |                 | 06.03.1999        | -               | -               | -               | -               | -               |
| 12                 | Peng Shimeng    | Jiangsu Suning            |                 | 04.11.1992        | 2               | -               | -               | -               | -               |
| 18                 | Bi Xiaolin      | Dalian Quanjian           |                 | 18.09.1989        | -               | -               | -               | -               | -               |
| Défenseurs         |                 |                           |                 |                   |                 |                 |                 |                 |                 |
| 2                  | Liu Shanshan    | Beijing Phoenix           |                 | 16.03.1992        | 2               | -               | 1               | -               | -               |
| 3                  | Lin Yuping      | Wuhan Jianghan University |                 | 28.02.1992        | 2               | -               | -               | -               | -               |
| 5                  | Wu Haiyan       | Wuhan Jianghan University |                 | 26.02.1993        | 2               | -               | -               | -               | -               |
| 6                  | Han Peng        | Guangdong Huijun          |                 | 20.12.1989        | 2               | -               | -               | -               | -               |
| 8                  | Li Jiayue       | Shanghai                  |                 | 08.06.1990        | -               | -               | -               | -               | -               |
| 14                 | Wang Ying       | Wuhan Jianghan University |                 | 18.11.1997        | 1               | -               | -               | -               | -               |
| 22                 | Luo Guiping     | Guangdong Huijun          |                 | 20.04.1993        | -               | -               | -               | -               | -               |
| Milieux de terrain |                 |                           |                 |                   |                 |                 |                 |                 |                 |
| 4                  | Lou Jiahui      | Henan Huishang            |                 | 26.05.1991        | 2               | -               | -               | -               | -               |
| 7                  | Wang Shuang     | Paris Saint-Germain       |                 | 23.01.1995        | 2               | -               | 1               | -               | -               |
| 13                 | Wang Yan        | Beijing Phoenix           |                 | 22.08.1991        | -               | -               | -               | -               | -               |
| 16                 | Li Wen          | Dalian Quanjian           |                 | 21.02.1989        | -               | -               | -               | -               | -               |
| 17                 | Gu Yasha        | Beijing Phoenix           |                 | 28.11.1990        | 1               | -               | -               | -               | -               |
| 19                 | Tan Ruyin       | Guangdong Huijun          |                 | 17.07.1994        | 2               | -               | -               | -               | -               |
| 20                 | Zhang Rui       | Changchun Zhuoyue         |                 | 17.01.1989        | 2               | -               | -               | -               | -               |
| 21                 | Yao Wei         | Wuhan Jianghan University |                 | 01.09.1997        | 2               | -               | -               | -               | -               |
| 23                 | Liu Yanqiu      | Wuhan Jianghan University |                 | 31.12.1995        | -               | -               | -               | -               | -               |
| Attaquants         |                 |                           |                 |                   |                 |                 |                 |                 |                 |
| 9                  | Yang Li         | Jiangsu Suning            |                 | 31.01.1991        | 2               | -               | 1               | -               | -               |
| 10                 | Li Ying         | Guangdong Huijun          |                 | 07.01.1993        | 1               | 1               | -               | -               | -               |
| 11                 | Wang Shanshan   | Dalian Quanjian           |                 | 27.01.1990        | 2               | -               | 1               | -               | -               |
| 15                 | Song Duan       | Dalian Quanjian           |                 | 02.08.1995        | 1               | -               | -               | -               | -               |
| Sélectionneur      |                 |                           |                 |                   |                 |                 |                 |                 |                 |
|                    | Jia Xiuquan     |                           |                 | 09.11.1963        |                 |                 |                 |                 |                 |

 = capitaine --  Gardien de butDéfenseurMilieu de terrainAttaquantSélectionneur

#### Espagne
La sélection finale est annoncée le 20 mai 2019.
| Numéro / Nom       | Numéro / Nom            | Équipe              | Sél. (but)      | Date de naissance | J.              |                 |                 |                 |                 |
| Gardiens de but    | Gardiens de but         | Gardiens de but     | Gardiens de but | Gardiens de but   | Gardiens de but | Gardiens de but | Gardiens de but | Gardiens de but | Gardiens de but |
| ------------------ | ----------------------- | ------------------- | --------------- | ----------------- | --------------- | --------------- | --------------- | --------------- | --------------- |
| 1                  | Dolores Gallardo        | Atlético de Madrid  | 29 (0)          | 10.06.1993        | -               | -               | -               | -               | -               |
| 13                 | Sandra Paños            | FC Barcelone        | 28 (0)          | 04.11.1992        | 4               | -               | -               | -               | -               |
| 23                 | María Asunción Quiñones | Real Sociedad       | 3 (0)           | 29.10.1996        | -               | -               | -               | -               | -               |
| Défenseurs         |                         |                     |                 |                   |                 |                 |                 |                 |                 |
| 2                  | Celia Jiménez           | Reign FC de Seattle | 22 (0)          | 20.06.1995        | 1               | -               | -               | -               | -               |
| 3                  | Leila Ouahabi           | FC Barcelone        | 26 (1)          | 22.03.1993        | 2               | -               | -               | -               | -               |
| 4                  | Irene Paredes           | Paris Saint-Germain | 61 (8)          | 04.07.1991        | 4               | -               | 1               | -               | -               |
| 5                  | Ivana Andrés            | Levante             | 21 (0)          | 13.07.1994        | 1               | -               | -               | -               | -               |
| 8                  | Marta Torrejón          | FC Barcelone        | 85 (9)          | 27.02.1990        | 1               | -               | -               | -               | -               |
| 16                 | María Pilar León        | FC Barcelone        | 23 (0)          | 13.06.1995        | 4               | -               | -               | -               | -               |
| 20                 | Andrea Pereira          | FC Barcelone        | 26 (0)          | 19.09.1993        | -               | -               | -               | -               | -               |
| Milieux de terrain |                         |                     |                 |                   |                 |                 |                 |                 |                 |
| 6                  | Vicky Losada            | FC Barcelone        | 61 (13)         | 05.03.1991        | 1               | -               | -               | -               | -               |
| 7                  | Marta Corredera         | Levante             | 66 (5)          | 08.08.1991        | 4               | -               | 1               | -               | -               |
| 11                 | Alexia Putellas         | FC Barcelone        | 65 (13)         | 04.02.1994        | 4               | -               | -               | -               | -               |
| 12                 | Patricia Guijarro       | FC Barcelone        | 16 (3)          | 17.05.1998        | 3               | -               | -               | -               | -               |
| 14                 | Virginia Torrecilla     | Montpellier HSC     | 53 (6)          | 04.09.1994        | 4               | -               | -               | -               | -               |
| 15                 | Silvia Meseguer         | Atlético de Madrid  | 64 (5)          | 12.03.1989        | 1               | -               | -               | -               | -               |
| 18                 | Aitana Bonmatí          | FC Barcelone        | 12 (1)          | 18.01.1998        | 2               | -               | -               | -               | -               |
| 19                 | Amanda Sampedro         | Atlético de Madrid  | 45 (11)         | 26.06.1993        | 1               | -               | -               | -               | -               |
| 21                 | Andrea Falcón           | Atlético de Madrid  | 7 (1)           | 28.02.1997        | 2               | -               | -               | -               | -               |
| Attaquants         |                         |                     |                 |                   |                 |                 |                 |                 |                 |
| 9                  | Mariona Caldentey       | FC Barcelone        | 20 (2)          | 19.03.1996        | 4               | -               | -               | -               | -               |
| 10                 | Jennifer Hermoso        | Atlético de Madrid  | 66 (27)         | 09.05.1990        | 4               | 3               | -               | -               | -               |
| 17                 | Lucía García            | Athletic Bilbao     | 13 (0)          | 14.07.1998        | 4               | 1               | -               | -               | -               |
| 22                 | Nahikari García         | Real Sociedad       | 7 (1)           | 10.03.1997        | 4               | -               | -               | -               | -               |
| Sélectionneur      |                         |                     |                 |                   |                 |                 |                 |                 |                 |
|                    | Jorge Vilda             |                     |                 | 07.07.1981        |                 |                 |                 |                 |                 |

 = capitaine --  Gardien de butDéfenseurMilieu de terrainAttaquantSélectionneur

#### Afrique du Sud
La sélection finale est annoncée le 17 mai 2019.
| Numéro / Nom       | Numéro / Nom        | Équipe                              | Sél. (but)      | Date de naissance | J.              |                 |                 |                 |                 |
| Gardiens de but    | Gardiens de but     | Gardiens de but                     | Gardiens de but | Gardiens de but   | Gardiens de but | Gardiens de but | Gardiens de but | Gardiens de but | Gardiens de but |
| ------------------ | ------------------- | ----------------------------------- | --------------- | ----------------- | --------------- | --------------- | --------------- | --------------- | --------------- |
| 1                  | Mapaseka Mpuru      | University of Pretoria FC           | 0 (0)           | 09.04.1998        | -               | -               | -               | -               | -               |
| 16                 | Andile Dlamini      | Mamelodi Sundowns                   | 15 (0)          | 02.09.1992        | 2               | -               | -               | -               | -               |
| 20                 | Kaylin Swart        | Golden Stars FC                     | 7 (0)           | 30.09.1994        | 1               | -               | -               | -               | -               |
| Défenseurs         |                     |                                     |                 |                   |                 |                 |                 |                 |                 |
| 2                  | Lebogang Ramalepe   | Ma-Indies FC                        | 23 (1)          | 03.12.1991        | 3               | -               | 1               | -               | -               |
| 3                  | Nothando Vilakazi   | FK Gintra Universitetas             | 96 (6)          | 28.10.1988        | 2               | -               | 1               | 1               | -               |
| 4                  | Noko Matlou         | Ma-Indies FC                        | 89 (61)         | 30.09.1985        | 3               | -               | 1               | -               | -               |
| 5                  | Janine van Wyk      | JVW FC                              | 159 (11)        | 17.04.1987        | 3               | -               | 1               | -               | -               |
| 13                 | Bambanani Mbane     | Bloemfontein Celtic FC              | 0 (0)           | 12.03.1990        | 1               | -               | -               | -               | -               |
| 14                 | Tiisetso Makhubela  | Mamelodi Sundowns                   | 1 (0)           | 24.04.1997        | -               | -               | -               | -               | -               |
| 18                 | Bongeka Gamede      | University of the Western Cape FC   | 0 (0)           | 22.05.1999        | 1               | -               | -               | -               | -               |
| Milieux de terrain |                     |                                     |                 |                   |                 |                 |                 |                 |                 |
| 6                  | Mamello Makhabane   | JVW FC                              | 71 (18)         | 24.02.1988        | 2               | -               | -               | -               | -               |
| 7                  | Karabo Dhlamini     | Mamelodi Sundowns                   | 4 (0)           | 18.09.2001        | -               | -               | -               | -               | -               |
| 10                 | Linda Motlhalo      | Beijing BG Phoenix FC               | 41 (9)          | 04.07.1998        | 2               | -               | -               | -               | -               |
| 15                 | Refiloe Jane        | Canberra United                     | 100 (12)        | 04.08.1992        | 3               | -               | -               | -               | -               |
| 17                 | Leandra Smeda       | Vittsjö GIK                         | 29 (10)         | 22.07.1989        | 3               | -               | -               | -               | -               |
| 19                 | Kholosa Biyana      | University of KwaZulu-Natal FC      | 8 (0)           | 16.04.1994        | 3               | -               | 1               | -               | -               |
| 21                 | Busisiwe Ndimeni    | Tshwane University of Technology FC | 7 (0)           | 25.06.1991        | 2               | -               | -               | -               | -               |
| 23                 | Sibulele Holweni    | Sophakama FC                        | 1 (0)           | 28.04.2001        | -               | -               | -               | -               | -               |
| Attaquants         |                     |                                     |                 |                   |                 |                 |                 |                 |                 |
| 8                  | Ode Fulutudilu      | Málaga CF                           | 10 (1)          | 06.02.1990        | 3               | -               | -               | -               | -               |
| 9                  | Amanda Mthandi      | University of Johannesburg FC       | 11 (2)          | 23.05.1996        | 2               | -               | -               | -               | -               |
| 11                 | Thembi Kgatlana     | Beijing BG Phoenix FC               | 28 (7)          | 02.05.1996        | 3               | 1               | -               | -               | -               |
| 12                 | Jermaine Seoposenwe | FK Gintra Universitetas             | 19 (3)          | 12.10.1993        | 2               | -               | -               | -               | -               |
| 22                 | Rhoda Mulaudzi      | Sans club                           | 7 (0)           | 02.12.1989        | 1               | -               | 1               | -               | -               |
| Sélectionneur      |                     |                                     |                 |                   |                 |                 |                 |                 |                 |
|                    | Desiree Ellis       |                                     |                 | 14.03.1963        |                 |                 |                 |                 |                 |

 = capitaine --  Gardien de butDéfenseurMilieu de terrainAttaquantSélectionneur

### Effectifs Groupe C

#### Australie
La sélection finale est annoncée le 14 mai 2019.
| Numéro / Nom       | Numéro / Nom         | Équipe            | Sél. (but)      | Date de naissance | J.              |                 |                 |                 |                 |
| Gardiens de but    | Gardiens de but      | Gardiens de but   | Gardiens de but | Gardiens de but   | Gardiens de but | Gardiens de but | Gardiens de but | Gardiens de but | Gardiens de but |
| ------------------ | -------------------- | ----------------- | --------------- | ----------------- | --------------- | --------------- | --------------- | --------------- | --------------- |
| 1                  | Lydia Williams       | Reign FC          | 77 (0)          | 1988              | 3               | -               | -               | -               | -               |
| 12                 | Teagan Micah         | UCLA Bruins       | 0 (0)           | 1997              | -               | -               | -               | -               | -               |
| 18                 | Mackenzie Arnold     | Brisbane Roar FC  | 23 (0)          | 1994              | -               | -               | -               | -               | -               |
| Défenseurs         |                      |                   |                 |                   |                 |                 |                 |                 |                 |
| 2                  | Gema Simon           | Newcastle Jets FC | 11 (0)          | 1990              | -               | -               | -               | -               | -               |
| 4                  | Clare Polkinghorne   | Houston Dash      | 116 (9)         | 1989              | 1               | -               | -               | -               | -               |
| 5                  | Karly Roestbakken    | Canberra United   | 23 (3)          | 2001              | 2               | -               | -               | -               | -               |
| 7                  | Steph Catley         | Reign FC          | 71 (2)          | 1994              | 3               | -               | -               | -               | -               |
| 14                 | Alanna Kennedy       | Orlando Pride     | 77 (7)          | 1995              | 3               | -               | -               | -               | -               |
| 21                 | Ellie Carpenter      | Portland Thorns   | 31 (1)          | 2000              | 3               | -               | -               | -               | -               |
| 23                 | Teigen Allen         | Melbourne Victory | 40 (0)          | 1994              | -               | -               | -               | -               | -               |
| Milieux de terrain |                      |                   |                 |                   |                 |                 |                 |                 |                 |
| 3                  | Aivi Luik            | Levante UD        | 21 (0)          | 1985              | -               | -               | -               | -               | -               |
| 6                  | Chloe Logarzo        | Washington Spirit | 37 (6)          | 1994              | 3               | 1               | -               | -               | -               |
| 8                  | Elise Kellond-Knight | Reign FC          | 106 (1)         | 1990              | 2               | -               |                 | -               | -               |
| 10                 | Emily van Egmond     | Orlando Pride     | 85 (18)         | 1993              | 3               | -               | 1               | -               | -               |
| 13                 | Tameka Yallop        | Klepp IL          | 78 (10)         | 1991              | 2               | -               | -               | -               | -               |
| 19                 | Katrina Gorry        | Brisbane Roar FC  | 73 (14)         | 1992              | 2               | -               | -               | -               | -               |
| 22                 | Amy Harrison         | Washington Spirit | 10 (0)          | 1996              | -               | -               | -               | -               | -               |
| Attaquants         |                      |                   |                 |                   |                 |                 |                 |                 |                 |
| 9                  | Caitlin Foord        | Portland Thorns   | 71 (16)         | 1994              | 3               | 1               | -               | -               | -               |
| 11                 | Lisa De Vanna        | Sydney FC         | 147 (47)        | 1984              | 2               | -               | 1               | -               | -               |
| 15                 | Emily Gielnik        | Melbourne Victory | 28 (7)          | 1992              | 2               | -               | -               | -               | -               |
| 16                 | Hayley Raso          | Portland Thorns   | 34 (4)          | 1994              | 3               | -               | -               | -               | -               |
| 17                 | Mary Fowler          | Bankstown City FC | 4 (0)           | 2003              | -               | -               | -               | -               | -               |
| 20                 | Sam Kerr             | Chicago Red Stars | 76 (31)         | 1993              | 3               | 5               | -               | -               | -               |
| Sélectionneur      |                      |                   |                 |                   |                 |                 |                 |                 |                 |
|                    | Ante Milicic         |                   |                 | 1974              |                 |                 |                 |                 |                 |

 = capitaine --  Gardien de butDéfenseurMilieu de terrainAttaquantSélectionneur

#### Italie
La sélection finale est annoncée le 24 mai 2019.
| Numéro / Nom       | Numéro / Nom          | Équipe             | Sél. (but)      | Date de naissance | J.              |                 |                 |                 |                 |
| Gardiens de but    | Gardiens de but       | Gardiens de but    | Gardiens de but | Gardiens de but   | Gardiens de but | Gardiens de but | Gardiens de but | Gardiens de but | Gardiens de but |
| ------------------ | --------------------- | ------------------ | --------------- | ----------------- | --------------- | --------------- | --------------- | --------------- | --------------- |
| 1                  | Laura Giuliani        | Juventus Turin     | 34 (0)          | 06.06.1993        | 3               | -               | -               | -               | -               |
| 12                 | Chiara Marchitelli    | C.F. Florentia     | 40 (0)          | 04.15.1985        | -               | -               | -               | -               | -               |
| 22                 | Rosalia Pipitone      | AS Rome            | 3 (0)           | 03.08.1985        | -               | -               | -               | -               | -               |
| Défenseurs         |                       |                    |                 |                   |                 |                 |                 |                 |                 |
| 3                  | Sara Gama             | Juventus Turin     | 95 (5)          | 27.03.1989        | 3               | -               | 1               | -               | -               |
| 5                  | Elena Linari          | Atlético de Madrid | 28 (0)          | 15.04.1994        | 3               | -               | -               | -               | -               |
| 7                  | Alia Guagni           | Fiorentina         | 61 (5)          | 01.10.1987        | 3               | -               | -               | -               | -               |
| 13                 | Elisa Bartoli         | AS Rome            | 45 (1)          | 07.05.1991        | 3               | -               | 1               | -               | -               |
| 16                 | Laura Fusetti         | AC Milan           | 16 (2)          | 08.10.1990        | -               | -               | -               | -               | -               |
| 17                 | Lisa Boattin          | Juventus Turin     | 10 (0)          | 03.05.1997        | 2               | -               | -               | -               | -               |
| 20                 | Linda Tucceri         | AC Milan           | 8 (1)           | 04.04.1991        | -               | -               | -               | -               | -               |
| Milieux de terrain |                       |                    |                 |                   |                 |                 |                 |                 |                 |
| 2                  | Valentina Bergamaschi | AC Milan           | 14 (3)          | 22.01.1997        | 3               | -               | -               | -               | -               |
| 4                  | Aurora Galli          | Juventus Turin     | 22 (0)          | 13.12.1996        | 3               | 2               | -               | -               | -               |
| 6                  | Martina Rosucci       | Juventus Turin     | 35 (1)          | 09.05.1992        | -               | -               | -               | -               | -               |
| 8                  | Alice Parisi          | Fiorentina         | 45 (5)          | 11.12.1990        | -               | -               | -               | -               | -               |
| 11                 | Barbara Bonansea      | Juventus Turin     | 48 (17)         | 13.06.1991        | 3               | 2               | -               | -               | -               |
| 15                 | Annamaria Serturini   | AS Rome            | 0 (0)           | 13.05.1998        | -               | -               | -               | -               | -               |
| 21                 | Valentina Cernoia     | Juventus Turin     | 30 (6)          | 22.06.1991        | 3               | -               | 1               | -               | -               |
| 23                 | Manuela Giugliano     | AC Milan           | 20 (3)          | 18.08.1997        | 3               | -               | -               | -               | -               |
| Attaquants         |                       |                    |                 |                   |                 |                 |                 |                 |                 |
| 9                  | Daniela Sabatino      | AC Milan           | 45 (20)         | 26.06.1985        | 2               | -               | -               | -               | -               |
| 10                 | Cristiana Girelli     | Juventus Turin     | 51 (27)         | 23.04.1990        | 3               | 3               | 1               | -               | -               |
| 14                 | Stefania Tarenzi      | ChievoVerona Valpo | 3 (1)           | 29.02.1988        | -               | -               | -               | -               | -               |
| 18                 | Ilaria Mauro          | Fiorentina         | 24 (8)          | 22.05.1988        | 2               | -               | -               | -               | -               |
| 19                 | Valentina Giacinti    | AC Milan           | 19 (3)          | 02.01.1994        | 3               | -               | -               | -               | -               |
| Sélectionneur      |                       |                    |                 |                   |                 |                 |                 |                 |                 |
|                    | Milena Bertolini      |                    |                 | 24.06.1966        |                 |                 |                 |                 |                 |

 = capitaine --  Gardien de butDéfenseurMilieu de terrainAttaquantSélectionneur

#### Brésil
La sélection finale est annoncée le 16 mai 2019.
| Numéro / Nom       | Numéro / Nom    | Équipe                 | Sél. (but)      | Date de naissance | J.              |                 |                 |                 |                 |
| Gardiens de but    | Gardiens de but | Gardiens de but        | Gardiens de but | Gardiens de but   | Gardiens de but | Gardiens de but | Gardiens de but | Gardiens de but | Gardiens de but |
| ------------------ | --------------- | ---------------------- | --------------- | ----------------- | --------------- | --------------- | --------------- | --------------- | --------------- |
| 1                  | Bárbara         | SE Kindermann          | 25 (0)          | 04.07.1988        | 3               | -               | -               | -               | -               |
| 12                 | Aline           | UD Granadilla Tenerife | 9 (0)           | 15.04.1989        | -               | -               | -               | -               | -               |
| 22                 | Letícia         | SC Corinthians         | 3 (0)           | 13.08.1994        | -               | -               | -               | -               | -               |
| Défenseurs         |                 |                        |                 |                   |                 |                 |                 |                 |                 |
| 2                  | Poliana         | São José               | 61 (5)          | 06.02.1991        | -               | -               | -               | -               | -               |
| 3                  | Érika           | SC Corinthians         | 65 (13)         | 04.02.1988        | -               | -               | -               | -               | -               |
| 4                  | Tayla           | Benfica Lisbonne       | 31 (1)          | 09.05.1992        | -               | -               | -               | -               | -               |
| 6                  | Tamires         | Fortuna Hjørring       | 35 (3)          | 10.10.1987        | 3               | -               | 1               | -               | -               |
| 13                 | Letícia Santos  | SC Sand                | 0 (0)           | 02.12.1994        | 3               | -               | 1               | -               | -               |
| 14                 | Kathellen Sousa | Girondins de Bordeaux  | 3 (0)           | 26.04.1996        | 3               | -               | 1               | -               | -               |
| 15                 | Camila          | Orlando Pride          | 10 (2)          | 10.10.1994        | -               | -               | -               | -               | -               |
| 21                 | Mônica          | SC Corinthians         | 0 (0)           | 25.04.1987        | 3               | -               | -               | -               | -               |
| Milieux de terrain |                 |                        |                 |                   |                 |                 |                 |                 |                 |
| 5                  | Thaisa          | AC Milan               | 64 (4)          | 17.12.1988        | 3               | -               | -               | -               | -               |
| 8                  | Formiga         | Paris Saint-Germain    | 151 (23)        | 03.03.1978        | 2               | -               | 1               | -               | -               |
| 17                 | Andressinha     | Portland Thorns FC     | 41 (10)         | 01.05.1995        | 1               | -               | -               | -               | -               |
| 18                 | Luana           | Hwacheon KSPO          | 6 (0)           | 02.03.1993        | 1               | -               | 1               | -               | -               |
| Attaquants         |                 |                        |                 |                   |                 |                 |                 |                 |                 |
| 7                  | Andressa Alves  | FC Barcelone           | 39 (10)         | 10.11.1992        | 2               | -               | 1               | -               | -               |
| 9                  | Debinha         | North Carolina Courage | 60 (22)         | 20.10.1991        | 3               | -               | -               | -               | -               |
| 10                 | Marta           | Orlando Pride          | 133 (110)       | 19.02.1986        | 2               | 2               | -               | -               | -               |
| 11                 | Cristiane       | São Paulo FC           | 117 (83)        | 15.05.1985        | 3               | 4               | -               | -               | -               |
| 16                 | Beatriz         | Incheon Red Angels     | 64 (22)         | 17.12.1993        | 2               | -               | -               | -               | -               |
| 19                 | Ludmila         | Atlético de Madrid     | 0 (0)           | 01.12.1994        | 2               | -               | -               | -               | -               |
| 20                 | Raquel          | Sporting de Huelva     | 22 (4)          | 21.03.1991        | -               | -               | -               | -               | -               |
| 23                 | Geyse           | Benfica Lisbonne       | 0 (0)           | 27.03.1998        | -               | -               | -               | -               | -               |
| Sélectionneur      |                 |                        |                 |                   |                 |                 |                 |                 |                 |
|                    | Vadão           |                        |                 | 21.08.1956        |                 |                 |                 |                 |                 |

 = capitaine --  Gardien de butDéfenseurMilieu de terrainAttaquantSélectionneur

#### Jamaïque
La sélection finale est annoncée le 23 mai 2019. Mireya Grey remplace Kayla McCoy qui s'est blessée le 6 juin 2019.
| Numéro / Nom       | Numéro / Nom           | Équipe                   | Sél. (but)      | Date de naissance | J.              |                 |                 |                 |                 |
| Gardiens de but    | Gardiens de but        | Gardiens de but          | Gardiens de but | Gardiens de but   | Gardiens de but | Gardiens de but | Gardiens de but | Gardiens de but | Gardiens de but |
| ------------------ | ---------------------- | ------------------------ | --------------- | ----------------- | --------------- | --------------- | --------------- | --------------- | --------------- |
| 1                  | Sydney Schneider       | UNC Wilmington Seahawks  | 10 (0)          | 31.08.1999        | 2               | -               | 1               | -               | -               |
| 13                 | Nicole McClure         | Sion Swifts              | 9 (0)           | 16.11.1989        | 1               | -               | -               | -               | -               |
| 23                 | Yazmeen Jamieson       | Papakura City            | 3 (0)           | 17.03.1998        | -               | -               | -               | -               | -               |
| Défenseurs         |                        |                          |                 |                   |                 |                 |                 |                 |                 |
| 2                  | Lauren Silver          | Trondheims-Ørn           | 20 (1)          | 22.03.1993        | 1               | -               | -               | -               | -               |
| 4                  | Chantelle Swaby        | Rutgers Scarlet Knights  | 9 (0)           | 06.08.1998        | 3               | -               | -               | -               | -               |
| 5                  | Konya Plummer          | UCF Knights              | 16 (1)          | 02.08.1997        | 3               | -               | 2               | -               | -               |
| 14                 | Deneisha Blackwood     | West Florida Argonauts   | 13 (2)          | 07.03.1997        | 3               | -               | -               | -               | -               |
| 16                 | Dominique Bond-Flasza  | PSV Eindhoven            | 16 (2)          | 11.09.1996        | 1               | -               | -               | -               | -               |
| 17                 | Allyson Swaby          | AS Rome                  | 9 (0)           | 03.10.1996        | 3               | -               | -               | -               | -               |
| 19                 | Toriana Patterson      | Pink Sport Time          | 10 (0)          | 02.02.1994        | 1               | -               | -               | -               | -               |
| Milieux de terrain |                        |                          |                 |                   |                 |                 |                 |                 |                 |
| 3                  | Chanel Hudson-Marks    | Memphis Tigers           | 4 (0)           | 14.09.1997        | -               | -               | -               | -               | -               |
| 6                  | Havana Solaun          | Klepp IL                 | 2 (0)           | 23.03.1993        | 3               | 1               | -               | -               | -               |
| 7                  | Chinyelu Asher         | Stabæk                   | 22 (3)          | 20.05.1993        | 2               | -               | -               | -               | -               |
| 8                  | Ashleigh Shim          | Sans club                | 6 (1)           | 11.11.1993        | -               | -               | -               | -               | -               |
| 9                  | Marlo Sweatman         | Szent Mihály             | 13 (3)          | 01.12.1994        | 2               | -               | -               | -               | -               |
| 12                 | Sashana Campbell       | Maccabi Kishronot Hadera | 8 (2)           | 02.03.1991        | 2               | -               | -               | -               | -               |
| 18                 | Trudi Carter           | AS Rome                  | 13 (3)          | 18.11.1994        | 2               | -               | -               | -               | -               |
| 20                 | Cheyna Matthews        | Washington Spirit        | 2 (0)           | 10.11.1993        | 2               | -               | -               | -               | -               |
| Attaquants         |                        |                          |                 |                   |                 |                 |                 |                 |                 |
| 10                 | Jody Brown             | Montverde Academy        | 12 (8)          | 16.04.2002        | 3               | -               | -               | -               | -               |
| 11                 | Khadija Shaw           | Tennessee Volunteers     | 21 (28)         | 31.01.1997        | 3               | -               | 1               | -               | -               |
| 15                 | Tiffany Cameron        | Stabæk                   | 3 (0)           | 16.10.1991        | 2               | -               | -               | -               | -               |
| 21                 | Olufolasade Adamolekun | United Soccer Alliance   | 4 (0)           | 21.02.2001        | 1               | -               | -               | -               | -               |
| 22                 | Mireya Grey            | Seattle Sounders         | 1 (0)           | 07.09.1998        | 2               | -               | -               | -               | -               |
| Sélectionneur      |                        |                          |                 |                   |                 |                 |                 |                 |                 |
|                    | Hue Menzies            |                          |                 | 10.03.1964        |                 |                 |                 |                 |                 |

 = capitaine --  Gardien de butDéfenseurMilieu de terrainAttaquantSélectionneur

### Effectifs Groupe D

#### Angleterre
La sélection finale est annoncée le 8 mai 2019.
| Numéro / Nom       | Numéro / Nom    | Équipe             | Sél. (but)      | Date de naissance | J.              |                 |                 |                 |                 |
| Gardiens de but    | Gardiens de but | Gardiens de but    | Gardiens de but | Gardiens de but   | Gardiens de but | Gardiens de but | Gardiens de but | Gardiens de but | Gardiens de but |
| ------------------ | --------------- | ------------------ | --------------- | ----------------- | --------------- | --------------- | --------------- | --------------- | --------------- |
| 1                  | Karen Bardsley  | Manchester City    | 73 (0)          | 14.10.1984        | 3               | -               | -               | -               | -               |
| 13                 | Carly Telford   | Chelsea            | 16 (0)          | 07.07.1987        | 1               | -               | -               | -               | -               |
| 21                 | Mary Earps      | VfL Wolfsbourg     | 5 (0)           | 07.03.1993        | -               | -               | -               | -               | -               |
| Défenseurs         |                 |                    |                 |                   |                 |                 |                 |                 |                 |
| 2                  | Lucy Bronze     | Olympique lyonnais | 66 (7)          | 12.12.1991        | 4               | -               | -               | -               | -               |
| 3                  | Alex Greenwood  | Manchester United  | 35 (2)          | 07.09.1993        | 3               | 1               | -               | -               | -               |
| 5                  | Steph Houghton  | Manchester City    | 104 (12)        | 23.04.1988        | 4               | 1               | -               | -               | -               |
| 6                  | Millie Bright   | Chelsea            | 26 (0)          | 21.08.1993        | 3               | -               | -               | -               | -               |
| 12                 | Demi Stokes     | Manchester City    | 50 (1)          | 12.12.1991        | 1               | -               | -               | -               | -               |
| 14                 | Leah Williamson | Arsenal            | 12 (0)          | 29.01.1997        | 1               | -               | -               | -               | -               |
| 15                 | Abbie McManus   | Manchester United  | 12 (0)          | 14.01.1993        | 2               | -               | -               | -               | -               |
| 17                 | Rachel Daly     | Houston Dash       | 21 (3)          | 06.12.1991        | 2               | -               | -               | -               | -               |
| Milieux de terrain |                 |                    |                 |                   |                 |                 |                 |                 |                 |
| 4                  | Keira Walsh     | Manchester City    | 14 (0)          | 08.04.1997        | 3               | -               | -               | -               | -               |
| 8                  | Jill Scott      | Manchester City    | 134 (22)        | 02.02.1987        | 4               | -               | -               | -               | -               |
| 16                 | Jade Moore      | Reading            | 44 (1)          | 22.10.1990        | 2               | -               | 1               | -               | -               |
| 19                 | Georgia Stanway | Manchester City    | 6 (1)           | 29.06.1993        | 3               | -               | -               | -               | -               |
| 20                 | Karen Carney    | Chelsea            | 133 (31)        | 08.12.1992        | 3               | -               | -               | -               | -               |
| 23                 | Lucy Staniforth | Birmingham City    | 8 (2)           | 02.10.1992        | 1               | -               | -               | -               | -               |
| Attaquants         |                 |                    |                 |                   |                 |                 |                 |                 |                 |
| 7                  | Nikita Parris   | Olympique lyonnais | 21 (8)          | 10.03.1994        | 4               | 1               | -               | -               | -               |
| 9                  | Jodie Taylor    | Seattle Reign FC   | 39 (17)         | 17.05.1986        | 2               | 1               | -               | -               | -               |
| 10                 | Fran Kirby      | Chelsea            | 37 (12)         | 29.06.1993        | 3               | -               | -               | -               | -               |
| 11                 | Toni Duggan     | FC Barcelone       | 71 (22)         | 05.05.1989        | 2               | -               | -               | -               | -               |
| 18                 | Ellen White     | Birmingham City    | 80 (28)         | 09.05.1989        | 3               | 4               | -               | -               | -               |
| 22                 | Beth Mead       | Arsenal            | 12 (5)          | 09.05.1995        | 2               | -               | -               | -               | -               |
| Sélectionneur      |                 |                    |                 |                   |                 |                 |                 |                 |                 |
|                    | Phil Neville    |                    |                 | 21.01.1977        |                 |                 |                 |                 |                 |

 = capitaine --  Gardien de butDéfenseurMilieu de terrainAttaquantSélectionneur

#### Écosse
La sélection finale est annoncée le 15 mai 2019.
| Numéro / Nom       | Numéro / Nom     | Équipe            | Sél. (but)      | Date de naissance | J.              |                 |                 |                 |                 |
| Gardiens de but    | Gardiens de but  | Gardiens de but   | Gardiens de but | Gardiens de but   | Gardiens de but | Gardiens de but | Gardiens de but | Gardiens de but | Gardiens de but |
| ------------------ | ---------------- | ----------------- | --------------- | ----------------- | --------------- | --------------- | --------------- | --------------- | --------------- |
| 1                  | Lee Alexander    | Glasgow City      | 16 (0)          | 23.09.1991        | 3               | -               | 1               | -               | -               |
| 12                 | Shannon Lynn     | Vittsjö GIK       | 30 (0)          | 22.10.1985        | -               | -               | -               | -               | -               |
| 21                 | Jenna Fife       | Hibernian         | 4 (0)           | 01.12.1995        | -               | -               | -               | -               | -               |
| Défenseurs         |                  |                   |                 |                   |                 |                 |                 |                 |                 |
| 2                  | Kirsty Smith     | Manchester United | 34 (0)          | 06.01.1994        | 3               | -               | -               | -               | -               |
| 3                  | Nicola Docherty  | Glasgow City      | 18 (0)          | 23.08.1992        | 2               | -               | 1               | -               | -               |
| 4                  | Rachel Corsie    | Utah Royals       | 108 (16)        | 17.08.1989        | 3               | -               | 1               | -               | -               |
| 5                  | Jennifer Beattie | Manchester City   | 123 (22)        | 13.05.1991        | 3               | 1               | 1               | -               | -               |
| 7                  | Hayley Lauder    | Glasgow City      | 98 (9)          | 04.06.1990        | 1               | -               | -               | -               | -               |
| 14                 | Chloe Arthur     | Birmingham City   | 19 (0)          | 21.01.1995        | 1               | -               | -               | -               | -               |
| 15                 | Sophie Howard    | Reading           | 13 (0)          | 17.09.1993        | 2               | -               | -               | -               | -               |
| 17                 | Joelle Murray    | Hibernian         | 48 (1)          | 07.11.1986        | -               | -               | -               | -               | -               |
| Milieux de terrain |                  |                   |                 |                   |                 |                 |                 |                 |                 |
| 6                  | Joanne Love      | Glasgow City      | 191 (13)        | 06.12.1985        | -               | -               | -               | -               | -               |
| 8                  | Kim Little       | Arsenal           | 132 (53)        | 29.06.1990        | 3               | 1               | -               | -               | -               |
| 9                  | Caroline Weir    | Manchester City   | 62 (7)          | 20.06.1995        | 3               | -               | 1               | -               | -               |
| 10                 | Leanne Crichton  | Glasgow City      | 64 (3)          | 06.08.1987        | 1               | -               | -               | -               | -               |
| 16                 | Christie Murray  | Liverpool         | 60 (4)          | 03.05.1990        | 1               | -               | -               | -               | -               |
| 23                 | Lizzie Arnot     | Manchester United | 25 (2)          | 01.03.1996        | 2               | -               | -               | -               | -               |
| Attaquants         |                  |                   |                 |                   |                 |                 |                 |                 |                 |
| 11                 | Lisa Evans       | Arsenal           | 77 (17)         | 21.05.1992        | 3               | -               | -               | -               | -               |
| 13                 | Jane Ross        | West Ham          | 126 (58)        | 18.09.1989        | 1               | -               | -               | -               | -               |
| 18                 | Claire Emslie    | Orlando Pride     | 20 (3)          | 08.03.1994        | 3               | 1               | -               | -               | -               |
| 19                 | Lana Clelland    | Fiorentina        | 24 (3)          | 26.01.1993        | 1               | 1               | -               | -               | -               |
| 20                 | Fiona Brown      | FC Rosengård      | 37 (2)          | 31.03.1995        | 2               | -               | -               | -               | -               |
| 22                 | Erin Cuthbert    | Chelsea           | 29 (9)          | 19.07.1998        | 3               | 1               | 1               | -               | -               |
| Sélectionneur      |                  |                   |                 |                   |                 |                 |                 |                 |                 |
|                    | Shelley Kerr     |                   |                 | 15.12.1969        |                 |                 |                 |                 |                 |

 = capitaine --  Gardien de butDéfenseurMilieu de terrainAttaquantSélectionneur

#### Argentine
La sélection finale est annoncée le 22 mai 2019.
| Numéro / Nom       | Numéro / Nom         | Équipe             | Sél. (but)      | Date de naissance | J.              |                 |                 |                 |                 |
| Gardiens de but    | Gardiens de but      | Gardiens de but    | Gardiens de but | Gardiens de but   | Gardiens de but | Gardiens de but | Gardiens de but | Gardiens de but | Gardiens de but |
| ------------------ | -------------------- | ------------------ | --------------- | ----------------- | --------------- | --------------- | --------------- | --------------- | --------------- |
| 1                  | Vanina Correa        | Rosario Central    | 31 (0)          | 14.08.1983        | 3               | -               | -               | -               | -               |
| 12                 | Gabriela Garton      | Sans club          | 2 (0)           | 27.05.1990        | -               | -               | -               | -               | -               |
| 23                 | Solana Pereyra       | UAI Urquiza        | 0 (0)           | 05.04.1989        | -               | -               | -               | -               | -               |
| Défenseurs         |                      |                    |                 |                   |                 |                 |                 |                 |                 |
| 2                  | Agustina Barroso     | Madrid CFF         | 36 (0)          | 20.05.1993        | 3               | -               | 1               | -               | -               |
| 3                  | Eliana Stábile       | Boca Juniors       | 13 (2)          | 26.11.1993        | 3               | -               | -               | -               | -               |
| 4                  | Adriana Sachs        | UAI Urquiza        | 24 (0)          | 25.12.1993        | 1               | -               | -               | -               | -               |
| 6                  | Aldana Cometti       | FC Séville         | 32 (3)          | 03.03.1996        | 3               | 1               | -               | -               | -               |
| 13                 | Virginia Gómez       | Rosario Central    | 8 (0)           | 26.02.1991        | 1               | -               | -               | -               | -               |
| 18                 | Gabriela Chávez      | River Plate        | 18 (0)          | 09.04.1989        | -               | -               | -               | -               | -               |
| 21                 | Natalie Juncos       | Sans club          | 6 (0)           | 28.12.1990        | -               | -               | -               | -               | -               |
| Milieux de terrain |                      |                    |                 |                   |                 |                 |                 |                 |                 |
| 5                  | Vanesa Santana       | Logroño            | 31 (0)          | 03.09.1990        | 3               | -               | -               | -               | -               |
| 8                  | Ruth Bravo           | Tacón              | 18 (1)          | 06.03.1992        | 2               | -               | -               | -               | -               |
| 10                 | Estefanía Banini     | Levante            | 32 (9)          | 21.06.1990        | 3               | -               | -               | -               | -               |
| 11                 | Florencia Bonsegundo | Sporting de Huelva | 34 (10)         | 14.07.1993        | 3               | 1               | -               | -               | -               |
| 14                 | Miriam Mayorga       | UAI Urquiza        | 9 (0)           | 20.11.1999        | 3               | -               | -               | -               | -               |
| 16                 | Lorena Benítez       | Boca Juniors       | 2 (0)           | 03.12.1998        | 3               | -               | -               | -               | -               |
| 17                 | Mariela Coronel      | Grenade CF         | 34 (2)          | 20.06.1981        | 1               | -               | -               | -               | -               |
| 19                 | Mariana Larroquette  | UAI Urquiza        | 36 (8)          | 24.10.1992        | 3               | -               | 1               | -               | -               |
| 20                 | Dalila Ippólito      | River Plate        | 1 (0)           | 24.03.2002        | 1               | -               | -               | -               | -               |
| Attaquants         |                      |                    |                 |                   |                 |                 |                 |                 |                 |
| 7                  | Yael Oviedo          | Rayo Vallecano     | 24 (2)          | 22.05.1992        | 1               | -               | -               | -               | -               |
| 9                  | Sole Jaimes          | Olympique lyonnais | 21 (5)          | 20.01.1989        | 3               | -               | -               | -               | -               |
| 15                 | Belén Potassa        | UAI Urquiza        | 28 (7)          | 12.12.1988        | -               | -               | -               | -               | -               |
| 22                 | Milagros Menéndez    | UAI Urquiza        | 3 (0)           | 23.03.1997        | 1               | 1               | -               | -               | -               |
| Sélectionneur      |                      |                    |                 |                   |                 |                 |                 |                 |                 |
|                    | Carlos Borrello      |                    |                 | 12.09.1955        |                 |                 |                 |                 |                 |

 = capitaine --  Gardien de butDéfenseurMilieu de terrainAttaquantSélectionneur

#### Japon
La sélection finale est annoncée le 10 mai 2019.
| Numéro / Nom       | Numéro / Nom     | Équipe             | Sél. (but)      | Date de naissance | J.              |                 |                 |                 |                 |
| Gardiens de but    | Gardiens de but  | Gardiens de but    | Gardiens de but | Gardiens de but   | Gardiens de but | Gardiens de but | Gardiens de but | Gardiens de but | Gardiens de but |
| ------------------ | ---------------- | ------------------ | --------------- | ----------------- | --------------- | --------------- | --------------- | --------------- | --------------- |
| 1                  | Sakiko Ikeda     | Urawa Red Diamonds | 14 (0)          | 08.09.1992        | -               | -               | -               | -               | -               |
| 18                 | Ayaka Yamashita  | Nippon TV Beleza   | 26 (0)          | 29.09.1995        | 2               | -               | -               | -               | -               |
| 21                 | Chika Hirao      | Albirex Niigata    | 2 (0)           | 31.12.1996        | -               | -               | -               | -               | -               |
| Défenseurs         |                  |                    |                 |                   |                 |                 |                 |                 |                 |
| 2                  | Rumi Utsugi      | Reign FC           | 112 (6)         | 05.12.1988        | -               | -               | -               | -               | -               |
| 3                  | Aya Sameshima    | INAC Kobe Leonessa | 108 (5)         | 16.06.1987        | 2               | -               | 1               | -               | -               |
| 4                  | Saki Kumagai     | Olympique lyonnais | 103 (0)         | 17.10.1990        | 2               | -               | -               | -               | -               |
| 5                  | Nana Ichise      | Vegalta Sendai     | 15 (0)          | 04.08.1997        | 1               | -               | -               | -               | -               |
| 12                 | Moeka Minami     | Urawa Red Diamonds | 4 (0)           | 07.12.1998        | 1               | -               | -               | -               | -               |
| 16                 | Asato Miyagawa   | Nippon TV Beleza   | 4 (0)           | 24.02.1998        | -               | -               | -               | -               | -               |
| 22                 | Risa Shimizu     | Nippon TV Beleza   | 23 (0)          | 15.06.1996        | 2               | -               | 1               | -               | -               |
| 23                 | Shiori Miyake    | INAC Kobe Leonessa | 17 (0)          | 13.10.1995        | -               | -               | -               | -               | -               |
| Milieux de terrain |                  |                    |                 |                   |                 |                 |                 |                 |                 |
| 6                  | Hina Sugita      | INAC Kobe Leonessa | 6 (0)           | 31.01.1997        | 2               | -               | 1               | -               | -               |
| 7                  | Emi Nakajima     | INAC Kobe Leonessa | 69 (14)         | 27.09.1990        | 2               | -               | -               | -               | -               |
| 10                 | Mizuho Sakaguchi | Nippon TV Beleza   | 124 (29)        | 15.10.1987        | -               | -               | -               | -               | -               |
| 14                 | Yui Hasegawa     | Nippon TV Beleza   | 35 (6)          | 29.01.1997        | 2               | -               | -               | -               | -               |
| 15                 | Yuka Momiki      | Nippon TV Beleza   | 24 (8)          | 09.04.1996        | -               | -               | -               | -               | -               |
| 17                 | Narumi Miura     | Nippon TV Beleza   | 8 (0)           | 03.07.1997        | 2               | -               | -               | -               | -               |
| Attaquants         |                  |                    |                 |                   |                 |                 |                 |                 |                 |
| 8                  | Mana Iwabuchi    | INAC Kobe Leonessa | 61 (20)         | 18.03.1993        | 2               | 1               | 1               | -               | -               |
| 9                  | Yuika Sugasawa   | INAC Kobe Leonessa | 74 (21)         | 05.10.1990        | 2               | 1               | -               | -               | -               |
| 11                 | Rikako Kobayashi | Nippon TV Beleza   | 5 (2)           | 21.07.1997        | 1               | -               | -               | -               | -               |
| 13                 | Riko Ueki        | Nippon TV Beleza   | 2 (0)           | 30.07.1999        | -               | -               | -               | -               | -               |
| 19                 | Jun Endo         | Nippon TV Beleza   | 4 (0)           | 24.05.2000        | 2               | -               | -               | -               | -               |
| 20                 | Kumi Yokoyama    | AC Nagano Parceiro | 40 (17)         | 13.07.1993        | 1               | -               | -               | -               | -               |
| Sélectionneur      |                  |                    |                 |                   |                 |                 |                 |                 |                 |
|                    | Asako Takakura   |                    |                 | 19.04.1968        |                 |                 |                 |                 |                 |

 = capitaine --  Gardien de butDéfenseurMilieu de terrainAttaquantSélectionneur

### Effectifs Groupe E

#### Canada
La sélection finale est annoncée le 25 mai 2019.
| Numéro / Nom       | Numéro / Nom          | Équipe                     | Sél. (but)      | Date de naissance | J.              |                 |                 |                 |                 |
| Gardiens de but    | Gardiens de but       | Gardiens de but            | Gardiens de but | Gardiens de but   | Gardiens de but | Gardiens de but | Gardiens de but | Gardiens de but | Gardiens de but |
| ------------------ | --------------------- | -------------------------- | --------------- | ----------------- | --------------- | --------------- | --------------- | --------------- | --------------- |
| 1                  | Stephanie Labbé       | North Carolina Courage     | 60 (0)          | 10.10.1986        | 2               | -               | -               | -               | -               |
| 18                 | Kailen Sheridan       | Sky Blue FC                | 7 (0)           | 16.07.1995        | -               | -               | -               | -               | -               |
| 21                 | Sabrina D'Angelo      | Vittsjö                    | 6 (0)           | 11.05.1993        | -               | -               | -               | -               | -               |
| Défenseurs         |                       |                            |                 |                   |                 |                 |                 |                 |                 |
| 2                  | Allysha Chapman       | Houston Dash               | 63 (1)          | 25.01.1989        | 1               | -               | -               | -               | -               |
| 3                  | Kadeisha Buchanan     | Olympique lyonnais         | 87 (3)          | 05.11.1995        | 2               | 1               | -               | -               | -               |
| 4                  | Shelina Zadorsky      | Orlando Pride              | 51 (1)          | 24.08.1992        | 2               | -               | -               | -               | -               |
| 5                  | Rebecca Quinn         | Paris FC                   | 47 (5)          | 11.08.1995        | 1               | -               | -               | -               | -               |
| 8                  | Jayde Riviere         | Markham SC                 | 4 (0)           | 22.01.2001        | 1               | -               | -               | -               | -               |
| 10                 | Ashley Lawrence       | Paris Saint-Germain        | 75 (5)          | 11.06.1995        | 2               | -               | -               | -               | -               |
| 20                 | Shannon Woeller       | Eskilstuna United          | 21 (0)          | 31.01.1990        | -               | -               | -               | -               | -               |
| 22                 | Lindsay Agnew         | Houston Dash               | 11 (0)          | 31.03.1995        | -               | -               | -               | -               | -               |
| 23                 | Jenna Hellstrom       | KIF Örebro                 | 4 (0)           | 02.04.1995        | -               | -               | -               | -               | -               |
| Milieux de terrain |                       |                            |                 |                   |                 |                 |                 |                 |                 |
| 7                  | Julia Grosso          | Texas Longhorns            | 16 (0)          | 29.08.2000        | -               | -               | -               | -               | -               |
| 11                 | Desiree Scott         | Royals de l'Utah           | 142 (0)         | 31.07.1987        | 2               | -               | -               | -               | -               |
| 13                 | Sophie Schmidt        | Houston Dash               | 183 (19)        | 28.06.1988        | 2               | -               | -               | -               | -               |
| 14                 | Gabrielle Carle       | Seminoles de Florida State | 12 (1)          | 12.10.1998        | -               | -               | -               | -               | -               |
| 17                 | Jessie Fleming        | UCLA Bruins                | 64 (8)          | 11.03.1998        | 2               | 1               | -               | -               | -               |
| Attaquants         |                       |                            |                 |                   |                 |                 |                 |                 |                 |
| 6                  | Deanne Rose           | Florida Gators             | 40 (8)          | 03.03.1999        | 1               | -               | -               | -               | -               |
| 9                  | Jordyn Huitema        | Paris Saint-Germain        | 20 (6)          | 08.05.2001        | -               | -               | -               | -               | -               |
| 12                 | Christine Sinclair    | Thorns FC de Portland      | 281 (181)       | 12.06.1983        | 2               | -               | -               | -               | -               |
| 15                 | Nichelle Prince       | Houston Dash               | 49 (10)         | 19.02.1995        | 2               | 1               | -               | -               | -               |
| 16                 | Janine Beckie         | Manchester City            | 55 (25)         | 20.08.1994        | 2               | -               | -               | -               | -               |
| 19                 | Adriana Leon          | West Ham United            | 56 (15)         | 02.10.1992        | 2               | -               | -               | -               | -               |
| Sélectionneur      |                       |                            |                 |                   |                 |                 |                 |                 |                 |
|                    | Kenneth Heiner-Møller |                            |                 | 17.01.1971        |                 |                 |                 |                 |                 |

 = capitaine --  Gardien de butDéfenseurMilieu de terrainAttaquantSélectionneur

#### Cameroun
La sélection finale est annoncée le 24 mai 2019.
| Numéro / Nom       | Numéro / Nom             | Équipe            | Sél. (but)      | Date de naissance | J.              |                 |                 |                 |                 |
| Gardiens de but    | Gardiens de but          | Gardiens de but   | Gardiens de but | Gardiens de but   | Gardiens de but | Gardiens de but | Gardiens de but | Gardiens de but | Gardiens de but |
| ------------------ | ------------------------ | ----------------- | --------------- | ----------------- | --------------- | --------------- | --------------- | --------------- | --------------- |
| 1                  | Annette Ngo Ndom         | Amazone FAP       | 50 (0)          | 03.06.1985        | 1               | -               | -               | -               | -               |
| 16                 | Isabelle Mambingo        | Sunshine Queens   |                 | 10.04.1991        | -               | -               | -               | -               | -               |
| 23                 | Marthe Ongmahan          | AWA Yaoundé       | 0 (0)           | 12.06.1992        | -               | -               | -               | -               | -               |
| Défenseurs         |                          |                   |                 |                   |                 |                 |                 |                 |                 |
| 2                  | Christine Manie          | AS Nancy Lorraine | 63 (10)         | 04.05.1984        | 1               | -               | -               | -               | -               |
| 4                  | Yvonne Leuko             | RC Strasbourg     | 29 (0)          | 20.11.1991        | 1               | -               | -               | -               | -               |
| 5                  | Augustine Ejangue        | Arna Bjørnar      | 62 (0)          | 19.01.1989        | -               | -               | -               | -               | -               |
| 6                  | Estelle Johnson          | Sky Blue FC       |                 | 21.07.1988        | 1               | -               | -               | -               | -               |
| 11                 | Aurelle Awona            | Dijon FCO         | 4 (0)           | 02.02.1993        | 1               | -               | -               | -               | -               |
| 12                 | Claudine Meffometou      | EA Guingamp       | 31 (1)          | 01.07.1990        | 1               | -               | -               | -               | -               |
| 15                 | Ysis Sonkeng             | Amazone FAP       |                 | 20.09.1989        | -               | -               | -               | -               | -               |
| Milieux de terrain |                          |                   |                 |                   |                 |                 |                 |                 |                 |
| 8                  | Raïssa Feudjio           | Granadilla        | 60 (1)          | 29.09.1995        | 1               | -               | -               | -               | -               |
| 10                 | Jeannette Yango          | US Saint-Malo     | 38 (1)          | 12.06.1993        | 1               | -               | -               | -               | -               |
| 13                 | Charlène Menene          | Louves Minproff   |                 | 19.11.1998        | 1               | -               | -               | -               | -               |
| 14                 | Ninon Abena              | Louves Minproff   |                 | 05.09.1994        | -               | -               | -               | -               | -               |
| 19                 | Marlyse Ngo Ndoumbouk    | AS Nancy Lorraine |                 | 03.01.1985        | 1               | -               | 1               | -               | -               |
| 20                 | Geneviève Ngo Mbeleck    | Amazone FAP       | 14 (1)          | 10.03.1993        | -               | -               | -               | -               | -               |
| Attaquants         |                          |                   |                 |                   |                 |                 |                 |                 |                 |
| 3                  | Ajara Nchout             | Vålerenga         | 49 (5)          | 12.01.1993        | 1               | -               | -               | -               | -               |
| 7                  | Gabrielle Aboudi Onguéné | CSKA Moscou       | 58 (17)         | 25.02.1989        | 1               | -               | -               | -               | -               |
| 9                  | Madeleine Ngono Mani     | Ambilly           | 128 (49)        | 16.10.1983        | -               | -               | -               | -               | -               |
| 17                 | Gaëlle Enganamouit       | Sans club         | 43 (5)          | 09.06.1992        | 1               | -               | -               | -               | -               |
| 18                 | Henriette Akaba          | Beşiktaş          | 38 (0)          | 07.06.1992        | 1               | -               | -               | -               | -               |
| 21                 | Alexandra Takounda       | Eclair Sa'a       |                 | 07.07.2000        | -               | -               | -               | -               | -               |
| 22                 | Michaela Abam            | Paris FC          |                 | 13.06.1997        | -               | -               | -               | -               | -               |
| Sélectionneur      |                          |                   |                 |                   |                 |                 |                 |                 |                 |
|                    | Alain Djeumfa            |                   |                 | 30.07.1972        |                 |                 |                 |                 |                 |

 = capitaine --  Gardien de butDéfenseurMilieu de terrainAttaquantSélectionneur

#### Nouvelle-Zélande
La sélection finale est annoncée le 29 avril 2019. Le 10 juin 2019, Meikayla Moore se blesse au talon d'Achille lors d'un entraînement au Havre ; Nicole Stratford est alors appelée pour la remplacer.
| Numéro / Nom       | Numéro / Nom      | Équipe                  | Sél. (but)      | Date de naissance           | J.              |                 |                 |                 |                 |
| Gardiens de but    | Gardiens de but   | Gardiens de but         | Gardiens de but | Gardiens de but             | Gardiens de but | Gardiens de but | Gardiens de but | Gardiens de but | Gardiens de but |
| ------------------ | ----------------- | ----------------------- | --------------- | --------------------------- | --------------- | --------------- | --------------- | --------------- | --------------- |
| 1                  | Erin Nayler       | Girondins de Bordeaux   | 61 (0)          | 17 avril 1992 (27 ans)      | 2               | -               | -               | -               | -               |
| 16                 | Victoria Esson    | Avaldsnes IL            | 3 (0)           | 6 mars 1991 (28 ans)        | -               | -               | -               | -               | -               |
| 23                 | Nadia Olla        | Western Springs         | 1 (0)           | 7 février 2000 (19 ans)     | -               | -               | -               | -               | -               |
| Défenseurs         |                   |                         |                 |                             |                 |                 |                 |                 |                 |
| 3                  | Anna Green        | Miramar Rangers         | 72 (7)          | 20 août 1990 (28 ans)       | 1               | -               | -               | -               | -               |
| 4                  | Catherine Bott    | Vittsjö GIK             | 16 (1)          | 22 avril 1995 (24 ans)      | 2               | -               | -               | -               | -               |
| 5                  | Nicole Stratford  | Glenfield Rovers AFC    | 0 (0)           | 1er février 1989 (30 ans)   | -               | -               | -               | -               | -               |
| 6                  | Rebekah Stott     | Avaldsnes IL            | 71 (4)          | 17 juin 1993 (25 ans)       | 2               | -               | -               | -               | -               |
| 7                  | Ali Riley         | Chelsea                 | 123 (1)         | 30 octobre 1987 (31 ans)    | 2               | -               | -               | -               | -               |
| 8                  | Abby Erceg        | North Carolina Courage  | 135 (6)         | 20 novembre 1987 (31 ans)   | 2               | -               | -               | -               | -               |
| 15                 | Sarah Morton      | Western Springs         | 6 (1)           | 28 août 1998 (20 ans)       | -               | -               | -               | -               | -               |
| 18                 | Stephanie Skilton | Papakura City           | 9 (0)           | 27 octobre 1994 (24 ans)    | -               | -               | -               | -               | -               |
| Milieux de terrain |                   |                         |                 |                             |                 |                 |                 |                 |                 |
| 2                  | Ria Percival      | West Ham United         | 139 (14)        | 7 décembre 1989 (29 ans)    | 2               | -               | -               | -               | -               |
| 10                 | Annalie Longo     | Sans club               | 113 (15)        | 1er juillet 1991 (27 ans)   | 2               | -               | -               | -               | -               |
| 12                 | Betsy Hassett     | KR Reykjavik            | 111 (13)        | 4 août 1990 (28 ans)        | 1               | -               | -               | -               | -               |
| 14                 | Katie Bowen       | Royals de l'Utah        | 59 (3)          | 15 août 1994 (24 ans)       | 2               | -               | -               | -               | -               |
| 16                 | Katie Duncan      | Onehunga Sports         | 122 (1)         | 1er février 1988 (31 ans)   | -               | -               | -               | -               | -               |
| 20                 | Daisy Cleverley   | California Golden Bears | 9 (2)           | 30 avril 1997 (22 ans)      | -               | -               | -               | -               | -               |
| 22                 | Olivia Chance     | Everton                 | 16 (0)          | 5 octobre 1993 (25 ans)     | 2               | -               | -               | -               | -               |
| Attaquants         |                   |                         |                 |                             |                 |                 |                 |                 |                 |
| 9                  | Emma Kete         | Sans club               | 50 (3)          | 1er septembre 1987 (31 ans) | 1               | -               | -               | -               | -               |
| 11                 | Sarah Gregorius   | Miramar Rangers         | 91 (33)         | 6 août 1987 (31 ans)        | 2               | -               | -               | -               | -               |
| 13                 | Rosie White       | Sans club               | 104 (25)        | 6 juin 1993 (26 ans)        | 2               | -               | -               | -               | -               |
| 17                 | Hannah Wilkinson  | Sans club               | 87 (25)         | 28 mai 1992 (27 ans)        | 1               | -               | -               | -               | -               |
| 19                 | Paige Satchell    | Three Kings United      | 11 (1)          | 13 avril 1998 (21 ans)      | 1               | -               | -               | -               | -               |
| Sélectionneur      |                   |                         |                 |                             |                 |                 |                 |                 |                 |
|                    | Tom Sermanni      |                         |                 | 1er juillet 1954 (64 ans)   |                 |                 |                 |                 |                 |

 = capitaine --  Gardien de butDéfenseurMilieu de terrainAttaquantSélectionneur

#### Pays-Bas
La sélection finale est annoncée le 10 avril 2019.
| Numéro / Nom       | Numéro / Nom           | Équipe                  | Sél. (but)      | Date de naissance | J.              |                 |                 |                 |                 |
| Gardiens de but    | Gardiens de but        | Gardiens de but         | Gardiens de but | Gardiens de but   | Gardiens de but | Gardiens de but | Gardiens de but | Gardiens de but | Gardiens de but |
| ------------------ | ---------------------- | ----------------------- | --------------- | ----------------- | --------------- | --------------- | --------------- | --------------- | --------------- |
| 1                  | Sari van Veenendaal    | Arsenal                 | 52 (0)          | 03.04.1990        | 2               | -               | -               | -               | -               |
| 16                 | Lize Kop               | Ajax Amsterdam          | 1 (0)           | 17.03.1998        | -               | -               | -               | -               | -               |
| 23                 | Loes Geurts            | Kopparbergs/Göteborg FC | 123 (0)         | 12.01.1986        | -               | -               | -               | -               | -               |
| Défenseurs         |                        |                         |                 |                   |                 |                 |                 |                 |                 |
| 2                  | Desiree van Lunteren   | SC Fribourg             | 70 (0)          | 30.12.1992        | 2               | -               | -               | -               | -               |
| 3                  | Stefanie van der Gragt | FC Barcelone            | 55 (7)          | 16.08.1992        | 1               | -               | -               | -               | -               |
| 4                  | Merel van Dongen       | Betis Séville           | 26 (1)          | 11.02.1993        | 1               | -               | -               | -               | -               |
| 5                  | Kika van Es            | Ajax Amsterdam          | 57 (0)          | 11.10.1991        | 2               | -               | -               | -               | -               |
| 6                  | Anouk Dekker           | Montpellier HSC         | 77 (6)          | 15.11.1986        | 1               | -               | -               | -               | -               |
| 18                 | Danique Kerkdijk       | Bristol City            | 18 (0)          | 01.05.1996        | -               | -               | -               | -               | -               |
| 20                 | Dominique Bloodworth   | Arsenal                 | 46 (0)          | 17.01.1995        | 2               | 1               | -               | -               | -               |
| 22                 | Liza van der Most      | Ajax Amsterdam          | 13 (0)          | 08.10.1993        | -               | -               | -               | -               | -               |
| Milieux de terrain |                        |                         |                 |                   |                 |                 |                 |                 |                 |
| 8                  | Sherida Spitse         | Vålerenga               | 161 (30)        | 29.05.1990        | 2               | -               | -               | -               | -               |
| 10                 | Daniëlle van de Donk   | Arsenal                 | 88 (16)         | 05.08.1991        | 2               | -               | -               | -               | -               |
| 12                 | Victoria Pelova        | ADO La Haye             | 3 (0)           | 03.06.1999        | -               | -               | -               | -               | -               |
| 14                 | Jackie Groenen         | 1. FFC Francfort        | 45 (2)          | 17.12.1994        | 2               | -               | -               | -               | -               |
| 15                 | Inessa Kaagman         | Everton                 | 2 (0)           | 17.04.1996        | -               | -               | -               | -               | -               |
| 19                 | Jill Roord             | Bayern Munich           | 40 (3)          | 22.04.1997        | 1               | 1               | -               | -               | -               |
| Attaquants         |                        |                         |                 |                   |                 |                 |                 |                 |                 |
| 7                  | Shanice van de Sanden  | Olympique lyonnais      | 63 (15)         | 02.10.1992        | 2               | -               | -               | -               | -               |
| 9                  | Vivianne Miedema       | Arsenal                 | 74 (54)         | 15.07.1996        | 2               | 2               | -               | -               | -               |
| 11                 | Lieke Martens          | FC Barcelone            | 102 (42)        | 16.12.1992        | 2               | -               | -               | -               | -               |
| 13                 | Renate Jansen          | Twente                  | 35 (3)          | 07.12.1992        | -               | -               | -               | -               | -               |
| 17                 | Ellen Jansen           | Ajax Amsterdam          | 14 (1)          | 06.10.1992        | -               | -               | -               | -               | -               |
| 21                 | Lineth Beerensteyn     | Bayern Munich           | 39 (9)          | 11.10.1996        | 1               | -               | -               | -               | -               |
| Sélectionneur      |                        |                         |                 |                   |                 |                 |                 |                 |                 |
|                    | Sarina Wiegman         |                         |                 | 26.10.1969        |                 |                 |                 |                 |                 |

 = capitaine --  Gardien de butDéfenseurMilieu de terrainAttaquantSélectionneur

### Effectifs Groupe F

#### États-Unis
La sélection finale est annoncée le 2 mai 2019.
| Numéro / Nom       | Numéro / Nom     | Équipe                 | Sél. (but)      | Date de naissance | J.              |                 |                 |                 |                 |
| Gardiens de but    | Gardiens de but  | Gardiens de but        | Gardiens de but | Gardiens de but   | Gardiens de but | Gardiens de but | Gardiens de but | Gardiens de but | Gardiens de but |
| ------------------ | ---------------- | ---------------------- | --------------- | ----------------- | --------------- | --------------- | --------------- | --------------- | --------------- |
| 1                  | Alyssa Naeher    | Chicago Red Stars      | 43 (0)          | 20.04.1988        | 3               | -               | -               | -               | -               |
| 18                 | Ashlyn Harris    | Orlando Pride          | 19 (0)          | 19.10.1985        | -               | -               | -               | -               | -               |
| 21                 | Adrianna Franch  | Thorns FC de Portland  | 1 (0)           | 12.10.1990        | -               | -               | -               | -               | -               |
| Défenseurs         |                  |                        |                 |                   |                 |                 |                 |                 |                 |
| 4                  | Becky Sauerbrunn | Royals de l'Utah       | 155 (0)         | 06.06.1985        | 2               | -               | -               | -               | -               |
| 5                  | Kelley O'Hara    | Royals de l'Utah       | 115 (2)         | 04.08.1988        | 2               | -               | 1               | -               | -               |
| 7                  | Abby Dahlkemper  | North Carolina Courage | 37 (0)          | 13.05.1993        | 3               | -               | -               | -               | -               |
| 11                 | Ali Krieger      | Orlando Pride          | 99 (0)          | 28.07.1984        | 1               | -               | -               | -               | -               |
| 12                 | Tierna Davidson  | Chicago Red Stars      | 99 (1)          | 19.09.1998        | 1               | -               | -               | -               | -               |
| 19                 | Crystal Dunn     | North Carolina Courage | 83 (24)         | 03.07.1992        | 2               | -               | -               | -               | -               |
| 22                 | Emily Sonnett    | Thorns FC de Portland  | 31 (0)          | 25.11.1993        | 1               | -               | -               | -               | -               |
| Milieux de terrain |                  |                        |                 |                   |                 |                 |                 |                 |                 |
| 3                  | Sam Mewis        | North Carolina Courage | 47 (9)          | 09.10.1992        | 2               | 2               | -               | -               | -               |
| 6                  | Morgan Brian     | Chicago Red Stars      | 82 (6)          | 26.02.1993        | 1               | -               | -               | -               | -               |
| 8                  | Julie Ertz       | Chicago Red Stars      | 79 (18)         | 06.04.1992        | 2               | 1               | -               | -               | -               |
| 9                  | Lindsey Horan    | Thorns FC de Portland  | 66 (8)          | 06.05.1994        | 3               | 2               | 1               | -               | -               |
| 10                 | Carli Lloyd      | Sky Blue FC            | 271 (107)       | 16.07.1982        | 3               | 3               | -               | -               | -               |
| 15                 | Megan Rapinoe    | Reign FC de Seattle    | 150 (44)        | 05.07.1985        | 2               | 1               | -               | -               | -               |
| 16                 | Rose Lavelle     | Spirit de Washington   | 24 (6)          | 14.05.1995        | 2               | 2               | -               | -               | -               |
| 20                 | Allie Long       | Reign FC de Seattle    | 42 (6)          | 13.08.1987        | 1               | -               | -               | -               | -               |
| Attaquants         |                  |                        |                 |                   |                 |                 |                 |                 |                 |
| 2                  | Mallory Pugh     | Reign FC de Seattle    | 50 (15)         | 29.04.1998        | 3               | 1               | -               | -               | -               |
| 13                 | Alex Morgan      | Orlando Pride          | 160 (101)       | 02.07.1989        | 2               | 5               | -               | -               | -               |
| 14                 | Jessica McDonald | Royals de l'Utah       | 7 (2)           | 28.02.1988        | 1               | -               | -               | -               | -               |
| 17                 | Tobin Heath      | Thorns FC de Portland  | 147 (28)        | 29.05.1988        | 2               | -               | -               | -               | -               |
| 23                 | Christen Press   | Royals de l'Utah       | 113 (47)        | 29.12.1988        | 3               | -               | -               | -               | -               |
| Sélectionneur      |                  |                        |                 |                   |                 |                 |                 |                 |                 |
|                    | Jill Ellis       |                        |                 | 06.09.1966        |                 |                 |                 |                 |                 |

 = capitaine --  Gardien de butDéfenseurMilieu de terrainAttaquantSélectionneur

#### Thaïlande
Sélection élargie à 25 annoncée le 16 mai 2019 puis réduite à 23 peu de temps après.
| Numéro / Nom       | Numéro / Nom             | Équipe                  | Sél. (but)      | Date de naissance | J.              |                 |                 |                 |                 |
| Gardiens de but    | Gardiens de but          | Gardiens de but         | Gardiens de but | Gardiens de but   | Gardiens de but | Gardiens de but | Gardiens de but | Gardiens de but | Gardiens de but |
| ------------------ | ------------------------ | ----------------------- | --------------- | ----------------- | --------------- | --------------- | --------------- | --------------- | --------------- |
| 1                  | Waraporn Boonsing        | Bundit Asia             |                 | 16.02.1990        | -               | -               | -               | -               | -               |
| 18                 | Sukanya Chor Charoenying | Air Force United        |                 | 24.11.1987        | 1               | -               | -               | -               | -               |
| 22                 | Tiffany Sornpao          | Kennesaw State Owls     |                 | 22.05.1998        | -               | -               | -               | -               | -               |
| Défenseurs         |                          |                         |                 |                   |                 |                 |                 |                 |                 |
| 2                  | Kanjanaporn Saengkoon    | Bundit Asia             |                 | 18.07.1996        | 1               | -               | -               | -               | -               |
| 3                  | Natthakarn Chinwong      | Bundit Asia             |                 | 15.03.1992        | 1               | -               | -               | -               | -               |
| 4                  | Duangnapa Sritala        | Bangkok                 |                 | 04.02.1986        | -               | -               | -               | -               | -               |
| 5                  | Ainon Phancha            | Chonburi Sriprathum     |                 | 26.01.1992        | 1               | -               | -               | -               | -               |
| 9                  | Warunee Phetwiset        | Chonburi Sriprathum     |                 | 13.12.1990        | 1               | -               | -               | -               | -               |
| 10                 | Sunisa Srangthaisong     | Bundit Asia             |                 | 06.05.1988        | 1               | -               | -               | -               | -               |
| 16                 | Khwanrudi Saengchan      | Bundit Asia             |                 | 16.05.1991        | -               | -               | -               | -               | -               |
| 19                 | Pitsamai Sornsai         | Chonburi Sriprathum     |                 | 19.01.1989        | -               | -               | -               | -               | -               |
| 23                 | Phornphirun Philawan     | Bundit Asia             |                 | 08.04.1999        | -               | -               | -               | -               | -               |
| Milieux de terrain |                          |                         |                 |                   |                 |                 |                 |                 |                 |
| 6                  | Pikul Khueanpet          | Bundit Asia             |                 | 20.09.1988        | 1               | -               | -               | -               | -               |
| 7                  | Silawan Intamee          | Chonburi Sriprathum     |                 | 22.01.1994        | 1               | -               | -               | -               | -               |
| 11                 | Sudarat Chucheun         | Sisaket                 |                 | 19.06.1997        | -               | -               | -               | -               | -               |
| 12                 | Rattikan Thongsombut     | Bundit Asia             |                 | 07.07.1991        | 1               | -               | -               | -               | -               |
| 15                 | Orapin Waenngoen         | Bundit Asia             |                 | 07.10.1995        | -               | -               | -               | -               | -               |
| 20                 | Wilaiporn Boothduang     | Bangkok                 |                 | 25.06.1987        | 1               | -               | -               | -               | -               |
| 21                 | Kanjana Sungngoen        | Bangkok                 |                 | 21.09.1986        | 1               | -               | -               | -               | -               |
| Attaquants         |                          |                         |                 |                   |                 |                 |                 |                 |                 |
| 8                  | Suchawadee Nildhamrong   | California Golden Bears |                 | 01.04.1997        | -               | -               | -               | -               | -               |
| 13                 | Orathai Srimanee         | Bundit Asia             |                 | 12.06.1988        | 1               | -               | -               | -               | -               |
| 14                 | Saowalak Pengngam        | Chonburi Sriprathum     |                 | 30.11.1996        | -               | -               | -               | -               | -               |
| 17                 | Taneekarn Dangda         | Bangkok                 |                 | 15.12.1992        | 1               | -               | 1               | -               | -               |
| Sélectionneur      |                          |                         |                 |                   |                 |                 |                 |                 |                 |
|                    | Nuengruethai Sathongwien |                         |                 | 01.01.1972        |                 |                 |                 |                 |                 |

 = capitaine --  Gardien de butDéfenseurMilieu de terrainAttaquantSélectionneur

#### Chili
La sélection finale est annoncée le 19 mai 2019.
| Numéro / Nom       | Numéro / Nom       | Équipe               | Sél. (but)      | Date de naissance | J.              |                 |                 |                 |                 |
| Gardiens de but    | Gardiens de but    | Gardiens de but      | Gardiens de but | Gardiens de but   | Gardiens de but | Gardiens de but | Gardiens de but | Gardiens de but | Gardiens de but |
| ------------------ | ------------------ | -------------------- | --------------- | ----------------- | --------------- | --------------- | --------------- | --------------- | --------------- |
| 1                  | Christiane Endler  | Paris Saint-Germain  | 20 (0)          | 23.07.1991        | 1               | -               | -               | -               | -               |
| 12                 | Natalia Campos     | Universidad Católica | 3 (0)           | 12.01.1992        | -               | -               | -               | -               | -               |
| 23                 | Ryann Torrero      | Sans club            | 0 (0)           | 01.09.1990        | -               | -               | -               | -               | -               |
| Défenseurs         |                    |                      |                 |                   |                 |                 |                 |                 |                 |
| 2                  | Rocío Soto         | Zaragoza             | 13 (1)          | 21.09.1993        | -               | -               | -               | -               | -               |
| 3                  | Carla Guerrero     | Rayo Vallecano       | 14 (4)          | 23.12.1987        | 1               | -               | 1               | -               | -               |
| 5                  | Valentina Díaz     | Colo-Colo            | 2 (0)           | 30.03.2001        | -               | -               | -               | -               | -               |
| 15                 | Su Helen Galaz     | Zaragoza             | 10 (0)          | 27.05.1991        | 1               | -               | -               | -               | -               |
| 17                 | Javiera Toro       | Santiago Morning     | 3 (0)           | 22.04.1998        | 1               | -               | -               | -               | -               |
| 18                 | Camila Sáez        | Rayo Vallecano       | 20 (3)          | 17.10.1994        | 1               | -               | -               | -               | -               |
| Milieux de terrain |                    |                      |                 |                   |                 |                 |                 |                 |                 |
| 4                  | Francisca Lara     | FC Séville           | 22 (9)          | 29.07.1990        | 1               | -               | -               | -               | -               |
| 6                  | Claudia Soto       | Santos               | 15 (0)          | 06.07.1993        | 1               | -               | -               | -               | -               |
| 8                  | Karen Araya        | FC Séville           | 20 (6)          | 16.10.1990        | 1               | -               | -               | -               | -               |
| 11                 | Yessenia López     | Sporting de Huelva   | 20 (3)          | 20.10.1990        | 1               | -               | 1               | -               | -               |
| 14                 | Daniela Pardo      | Santiago Morning     | 5 (0)           | 05.09.1988        | -               | -               | -               | -               | -               |
| 16                 | Ana Gutiérrez      | Cáceres              | 4 (0)           | 20.06.1996        | -               | -               | -               | -               | -               |
| 22                 | Elisa Durán        | Colo-Colo            | 0 (0)           | 16.01.2002        | -               | -               | -               | -               | -               |
| Attaquants         |                    |                      |                 |                   |                 |                 |                 |                 |                 |
| 7                  | María José Rojas   | Slavia Prague        | 20 (12)         | 17.12.1987        | -               | -               | -               | -               | -               |
| 9                  | María José Urrutia | 3B da Amazônia       | 6 (0)           | 17.12.1993        | 1               | -               | -               | -               | -               |
| 10                 | Yanara Aedo        | Valence              | 19 (9)          | 05.08.1993        | 1               | -               | -               | -               | -               |
| 13                 | Javiera Grez       | Curicó Unido         | 9 (1)           | 11.07.2000        | -               | -               | -               | -               | -               |
| 19                 | Yessenia Huenteo   | Cáceres              | 15 (1)          | 30.10.1992        | -               | -               | -               | -               | -               |
| 20                 | Daniela Zamora     | Universidad de Chile | 10 (0)          | 13.11.1990        | 1               | -               | -               | -               | -               |
| 21                 | Rosario Balmaceda  | Colo-Colo            | 3 (0)           | 23.03.1999        | 1               | -               | -               | -               | -               |
| Sélectionneur      |                    |                      |                 |                   |                 |                 |                 |                 |                 |
|                    | José Letelier      |                      |                 | 23.05.1966        |                 |                 |                 |                 |                 |

 = capitaine --  Gardien de butDéfenseurMilieu de terrainAttaquantSélectionneur

#### Suède
La sélection finale est annoncée le 16 mai 2019.
| Numéro / Nom       | Numéro / Nom        | Équipe                  | Sél. (but)      | Date de naissance | J.              |                 |                 |                 |                 |
| Gardiens de but    | Gardiens de but     | Gardiens de but         | Gardiens de but | Gardiens de but   | Gardiens de but | Gardiens de but | Gardiens de but | Gardiens de but | Gardiens de but |
| ------------------ | ------------------- | ----------------------- | --------------- | ----------------- | --------------- | --------------- | --------------- | --------------- | --------------- |
| 1                  | Hedvig Lindahl      | Chelsea                 | 158 (0)         | 1983              | 1               | -               | -               | -               | -               |
| 12                 | Jennifer Falk       | Kopparbergs/Göteborg FC | 0 (0)           | 1993              | -               | -               | -               | -               | -               |
| 21                 | Zećira Mušović      | FC Rosengård            | 2 (0)           | 1996              | -               | -               | -               | -               | -               |
| Défenseurs         |                     |                         |                 |                   |                 |                 |                 |                 |                 |
| 2                  | Jonna Andersson     | Chelsea                 | 38 (0)          | 1993              | -               | -               | -               | -               | -               |
| 3                  | Linda Sembrant      | Montpellier HSC         | 107 (8)         | 1987              | 1               | -               | -               | -               | -               |
| 4                  | Hanna Glas          | Paris Saint-Germain     | 20 (0)          | 1993              | 1               | -               | -               | -               | -               |
| 5                  | Nilla Fischer       | VfL Wolfsbourg          | 173 (24)        | 1984              | 1               | -               | -               | -               | -               |
| 6                  | Magdalena Eriksson  | Chelsea                 | 46 (5)          | 1993              | 1               | -               | 1               | -               | -               |
| 13                 | Amanda Ilestedt     | 1. FFC Turbine Potsdam  | 23 (2)          | 1993              | -               | -               | -               | -               | -               |
| 15                 | Nathalie Björn      | FC Rosengård            | 7 (1)           | 1997              | -               | -               | -               | -               | -               |
| Milieux de terrain |                     |                         |                 |                   |                 |                 |                 |                 |                 |
| 8                  | Lina Hurtig         | Linköpings FC           | 15 (3)          | 1995              | 1               | -               | -               | -               | -               |
| 9                  | Kosovare Asllani    | Linköpings FC           | 124 (32)        | 1989              | 1               | 1               | -               | -               | -               |
| 14                 | Julia Roddar        | Kopparbergs/Göteborg FC | 4 (0)           | 1992              | -               | -               | -               | -               | -               |
| 17                 | Caroline Seger      | FC Rosengård            | 191 (26)        | 1985              | 1               | -               | -               | -               | -               |
| 19                 | Anna Anvegård       | Växjö DFF               | 6 (1)           | 1997              | 1               | -               | -               | -               | -               |
| 23                 | Elin Rubensson      | Kopparbergs/Göteborg FC | 61 (2)          | 1993              | 1               | -               | -               | -               | -               |
| Attaquants         |                     |                         |                 |                   |                 |                 |                 |                 |                 |
| 7                  | Madelen Janogy      | Piteå IF                | 2 (0)           | 1995              | 1               | 1               | -               | -               | -               |
| 10                 | Sofia Jakobsson     | Montpellier HSC         | 98 (16)         | 1990              | 1               | -               | -               | -               | -               |
| 11                 | Stina Blackstenius  | Linköpings FC           | 43 (10)         | 1996              | 1               | -               | -               | -               | -               |
| 16                 | Julia Zigiotti Olme | Kopparbergs/Göteborg FC | 5 (0)           | 1997              | -               | -               | -               | -               | -               |
| 18                 | Fridolina Rolfö     | Bayern Munich           | 33 (8)          | 1993              | 1               | -               | -               | -               | -               |
| 20                 | Mimmi Larsson       | Linköpings FC           | 19 (6)          | 1994              | -               | -               | -               | -               | -               |
| 22                 | Olivia Schough      | Djurgårdens IF          | 70 (9)          | 1991              | -               | -               | -               | -               | -               |
| Sélectionneur      |                     |                         |                 |                   |                 |                 |                 |                 |                 |
|                    | Peter Gerhardsson   |                         |                 | 1959              |                 |                 |                 |                 |                 |

 = capitaine --  Gardien de butDéfenseurMilieu de terrainAttaquantSélectionneur